# Togo
Togo (oficialmente la República Togolesa en francés: République togolaise) es un país de África occidental. Limita con Ghana al oeste, Benín al este y Burkina Faso al norte. El país se extiende hacia el sur hasta el Golfo de Guinea, donde se encuentra su capital y ciudad más grande, Lomé. Con una población aproximada de 9 millones, Togo es uno de los países más pequeños de África, con una superficie de 56,785 km², así como uno de los países más estrechos del mundo, con un ancho de menos de 115 kilómetros entre Ghana y Benín.
Entre los siglos XVI y XVIII, la región costera fue un importante centro en el comercio atlántico de esclavos, lo que le valió a Togo y la región circundante el nombre «costa de los esclavos». En 1884, Alemania declaró una región que incluía al actual Togo como parte del protectorado de Togolandia, que fue transferido a Francia después de la Primera Guerra Mundial. En 1960, el país obtuvo su independencia, y en 1967 Gnassingbé Eyadéma fue nombrado presidente tras liderar un golpe de Estado. Su régimen, que comenzó como un Estado unipartidista y anticomunista, permitió elecciones multipartidistas a partir de 1993, que se vieron afectadas por irregularidades. Eyadéma llegó a ser el líder nacional más longevo en la historia africana moderna, siendo presidente durante 38 años. En 2005, su hijo Faure Gnassingbé fue elegido presidente.
La economía del país es altamente dependiente de la agricultura, con un clima que garantiza buenas temporadas de cultivo. El idioma oficial es el francés; sin embargo, también se hablan otros idiomas en Togo como las lenguas gbe, cotocolí y kabiyé. Los grupos religiosos más grandes son las religiones tradicionales africanas y el cristianismo, con una importante minoría musulmana. En 2008, el 38,7% de la población vivía bajo la línea internacional de la pobreza de 1,25 US$ por día, y el 69,3% bajo la línea de 2 US$ por día. Togo es miembro de las Naciones Unidas, la Unión Africana, la Organización para la Cooperación Islámica, la Zona de Paz y Cooperación del Atlántico Sur, la Francofonía y la Comunidad Económica de Estados de África Occidental.

## Etimología
El nombre del país procede del lago Togo, que en ewe está formado por to, que significa «agua», y go, que significa «orilla» o «borde» digno del idioma de su país y la región togolesa.

## Historia
Entre los siglos IV y X, Togo estaba poblado por pueblos ewés, del mismo origen que los ibos y yorubas de Nigeria o los ashantis de Ghana. Eran pobres, pacíficos y sus formas embrionarias de Estado seguían el ejemplo de los reinos Dagomba del norte del territorio.
Los más antiguos habitantes de la región fueron los altovolteños, que estaban en el norte, y los kua, que estaban en el suroeste. A partir del siglo XIV llegaron desde Nigeria los ewe y en el siglo XVII, llegaron los ane, provenientes de los actuales estados de Ghana y Costa de Marfil. Además, los portugueses también exploraron las costas togolesas en esa época.
Debido a los millones de esclavos traficados desde la zona, entre los siglos XVI y XIX, se llamó al territorio Costa de los Esclavos.

### Colonización alemana

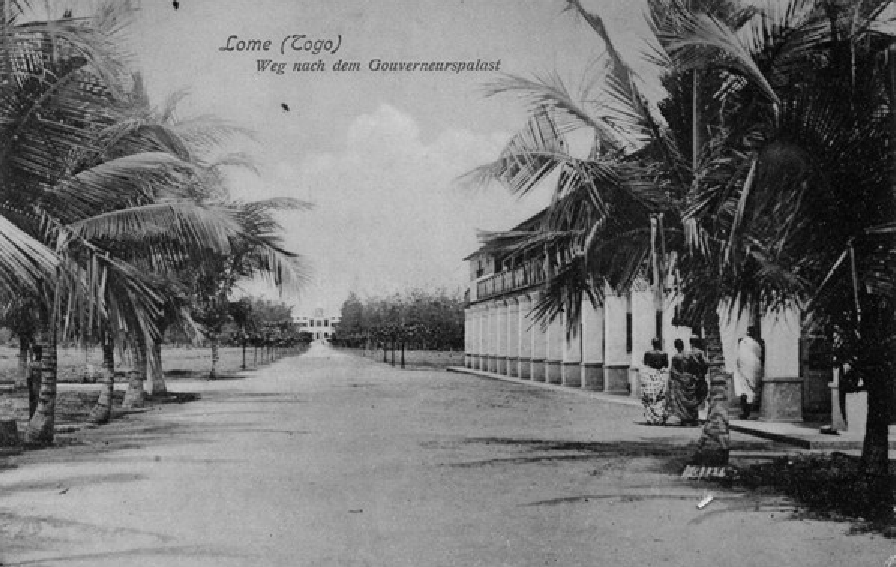
Calle de la capital Lomé en 1904.

El actual Togo fue protectorado y luego colonia alemana llamada Togolandia desde 1884. Así fue durante 30 años. Durante la Primera Guerra Mundial, la unión de tropas francesas y británicas derrotó a las tropas de coloniales alemanas y dividieron su territorio. Bajo la cobertura legal de la Liga de las Naciones, los franceses se quedaron con la Región oriental de Togo y los británicos con la Región occidental (Togolandia Británica), que forma parte de la actual Ghana.
Ya en 1857, las primeras compañías comerciales hanseáticas establecieron fábricas en la Costa de los Esclavos, que estaba conectada con el Imperio Alemán por un servicio regular de barcos de vapor de la Woermann Line desde 1882. El 5 de julio de 1884, Plakkoo, lugarteniente del rey Mlapa III, presumiblemente ya fallecido, y el comisario alemán Gustav Nachtigal firmaron un «tratado de protección». En él se declaraban «protectorados alemanes» algunos lugares de lo que hoy es Togo. El 5 de septiembre de 1884 se firmó un «tratado de protección» con el rey de Porto Seguro (hoy Agbodrafo). Tras un acuerdo con Francia en 1885, la ciudad de Anecho (también conocida como «Klein-Popo» hasta 1905) pasó a formar parte del Imperio Alemán. A partir de 1886, el interior septentrional fue parcialmente conquistado por la fuerza por los alemanes. Ludwig Wolf fundó la estación de Bismarckburg en 1888. En 1890 fundó la estación de Misahöhe.

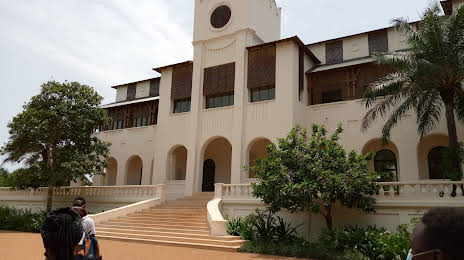
El Palacio de los Gobernadores (Gouverneurspalast von Lome, Palais de Lomé), fue construido durante la colonización alemana de Togo entre 1898 y 1905

A partir de 1891, Togo dejó de estar bajo la administración alemana de la colonia de Camerún. En 1894/95, el funcionario colonial Hans Gruner dirigió una expedición al bajo Níger en nombre del Comité Alemán de Togo con el fin de concluir tratados de protección con los imperios allí situados. El objetivo era ampliar Togo varias veces su tamaño de entonces. Gruner y su compañero Ernst von Carnap-Quernheimb concluyeron supuestos «tratados de protección» con los jefes de los reinos de Gando (Nupe e Ilorin) y Gurma (Matschakuale y Pama). Sin embargo, Alemania renunció a ambos territorios en un tratado con Francia en 1897. Como consecuencia, Togo sólo creció hacia el norte, hasta la región en torno a Sansane-Mangu, donde se estableció una estación en 1896. En 1897, el centro administrativo de Togo se trasladó de Sebe a Lomé.
Mediante acuerdos fronterizos con las potencias coloniales vecinas, Francia (1887, 1897 y 1912) y Gran Bretaña (14 de julio de 1886, 1 de julio de 1890 y 14 de noviembre de 1899), Togo fue adquiriendo con el tiempo su forma característica. La última cuestión resuelta en 1899 en el Tratado de Samoa fue el reparto entre Alemania y Gran Bretaña de la llamada zona de Salaga, que había sido territorio neutral entre la Costa de Oro británica y la colonia alemana de Togo entre 1889 y 1899.

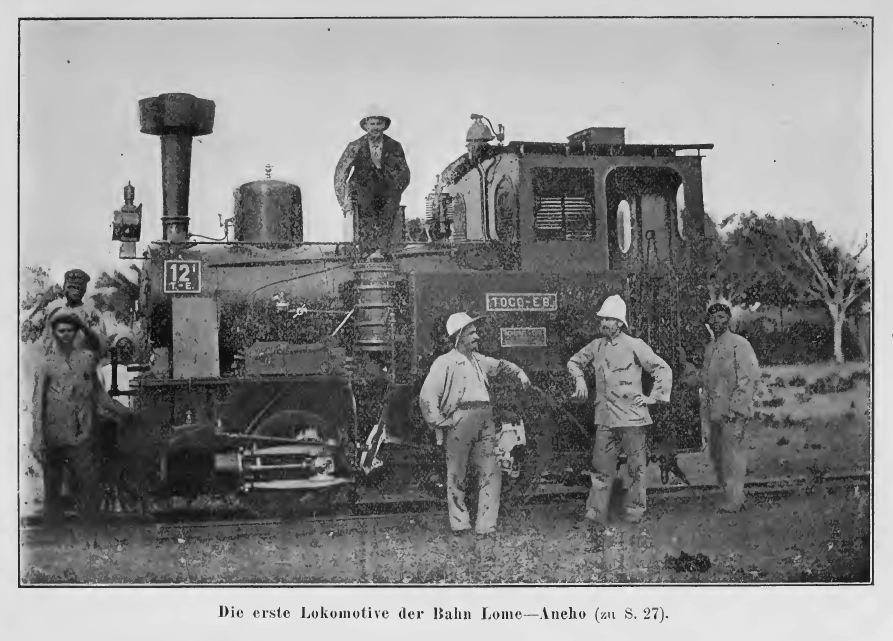
Ferrocarril Alemán en Togo en 1906

En Togo no se estacionaron formaciones militares como los Schutztruppen. Entre 1895 y 1899 se produjeron varios levantamientos menores, que fueron reprimidos por unidades policiales. En 1897/98, la fuerza de policía colonial estaba compuesta por un comandante, tres suboficiales y 150 nativos, que se amplió a 2 oficiales, 6 suboficiales y 550 policías africanos en 1913. En esta época, también se reprimió un importante levantamiento de los dagomba y se sometió al país. Cerca de la ciudad de Yendi aún puede verse una fosa común de guerreros dagomba caídos.
Togo fue considerada la «colonia modelo» de la historia colonial alemana. Aquí, los gobernantes coloniales hicieron mayores esfuerzos en los ámbitos de la educación y la sanidad (por ejemplo, campañas de vacunación contra la viruela) que en las demás colonias. Se construyeron tres líneas de ferrocarril: el ferrocarril de la costa (1905), el ferrocarril del interior (1907) y el ferrocarril del interior (inaugurado en 1913).
Togolandia también fue considerada ejemplar en el ámbito de la construcción de carreteras.

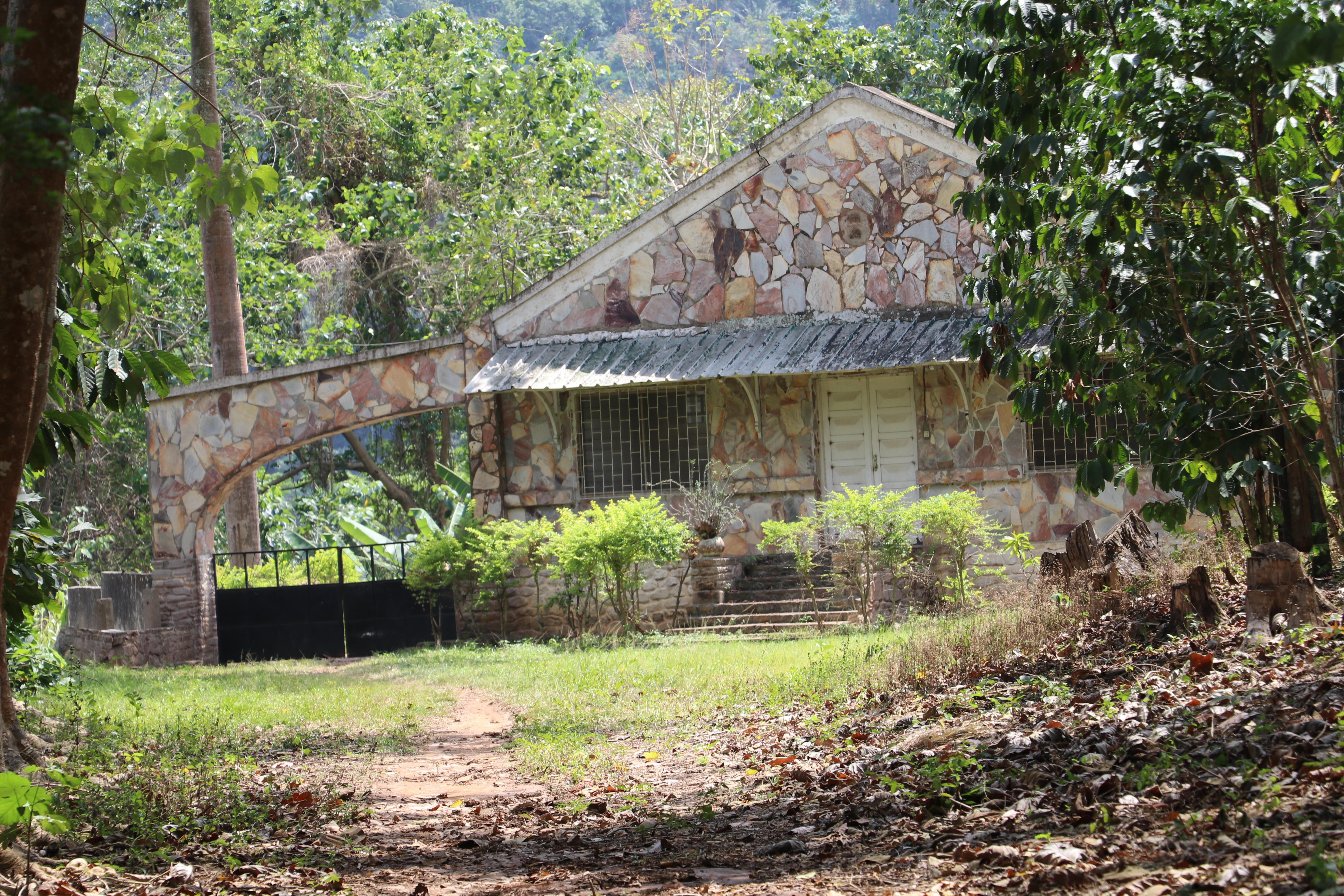
Antigua residencia del gobernador alemán en Kalimé

Al principio, los togoleses carecían en gran medida de derechos, como en las demás colonias alemanas, y sufrían, por ejemplo, castigos corporales. Hubo un escándalo colonial en torno a Geo A. Schmidt, que violó a numerosas niñas y asoló aldeas durante su mandato como jefe de distrito en Atakpame entre 1900 y 1904. No obstante, en 1902 se promulgó una ordenanza para abolir la esclavitud doméstica y, a partir de 1907, se realizaron encuestas y estudios para crear un «derecho nativo». Una ordenanza de 1906 permitió la enseñanza de la lengua nacional en las escuelas, además del alemán.
Sin embargo, la reputación de Togo como «colonia modelo» se basó probablemente sobre todo en el hecho de que fue la única colonia alemana que tuvo una situación financiera casi equilibrada a partir de 1900. Las principales fuentes de ingresos fueron los derechos de aduana y la introducción del impuesto de capitación en 1907. Los ingresos procedentes del impuesto de capitación ascendieron a 57.000 marcos en 1907 y a 853.000 marcos en 1912. En 1912, las importaciones ascendieron a 11,4 millones de marcos oro, mientras que las exportaciones totalizaron 10 millones de marcos. Sin embargo, este balance ya estaba empañado por la despiadada explotación de los recursos naturales del país en los últimos años del dominio colonial alemán. Por ejemplo, después de que casi todos los elefantes de la zona hubieran sido abatidos, el producto de exportación, el marfil, naturalmente también se perdió. Por ello, los críticos consideran que el término «colonia modelo» asociado históricamente al Togo alemán forma parte de la propaganda colonial alemana.

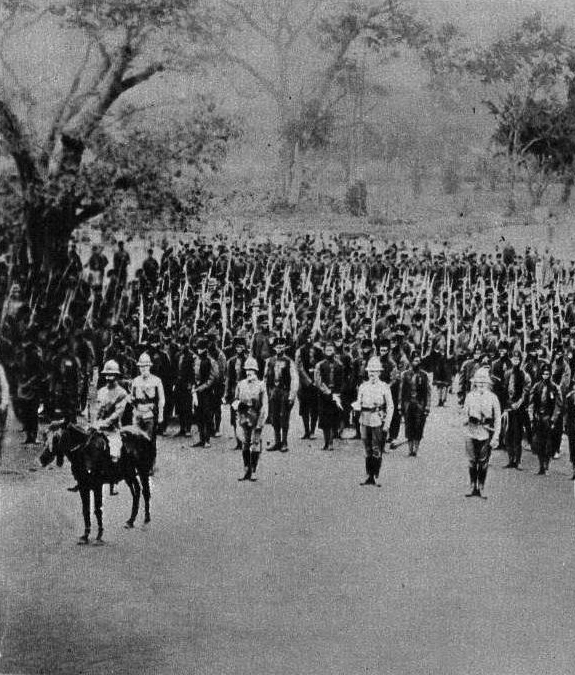
Tropas británicas invandiendo el Togo Alemán en octubre de 1914

Togo era relativamente importante para las comunicaciones y el transporte con Alemania y las demás colonias africanas. Desde 1894 ya existía una conexión telegráfica con Europa. Una gran estación de radio inaugurada en Kamina en 1914 y un cable marítimo directo a través de Monrovia eran importantes instalaciones para garantizar el flujo de información al extranjero. También existía la estación de radio de Togblekovhe en el interior de Lomé, que se utilizaba principalmente para las comunicaciones marítimas costeras.
Togo era relativamente importante para las comunicaciones y el transporte con Alemania y las demás colonias africanas. Desde 1894 ya existía una conexión telegráfica con Europa. Una gran estación de radio inaugurada en Kamina en 1914 y un cable marítimo directo a través de Monrovia eran importantes instalaciones para garantizar el flujo de información al extranjero. También existía la estación de radio de Togblekovhe en el interior de Lomé, que se utilizaba principalmente para las comunicaciones marítimas costeras.
La colonia fue rápidamente conquistada por sus vecinos tras el estallido de la Primera Guerra Mundial. Togo fue entregado oficialmente a los británicos el 27 de agosto de 1914.
En 1916, Togo fue dividido entre Gran Bretaña (33.000 km²) y Francia (54.000 km²). En virtud del Tratado de Versalles de 1919, Alemania perdió finalmente su colonia y Togo francés y Togolandia británico se convirtieron en mandatos de la Sociedad de Naciones. Tras la Segunda Guerra Mundial, los mandatos de la Sociedad de Naciones se convirtieron en territorios en fideicomiso de la ONU.
En 1952, representantes de los Ewe propusieron al Consejo de Administración Fiduciaria de la ONU en un memorando que Alemania reunificara las dos mitades del país administradas por Gran Bretaña y Francia y las condujera a la independencia (Liga Alemana de Togo). Sin embargo, la iniciativa no fue aceptada. En 1956, Togolandia Británica se anexionó a Ghana tras un referéndum. La parte francesa votó a favor de la autonomía interna.

### Colonización francesa e independencia

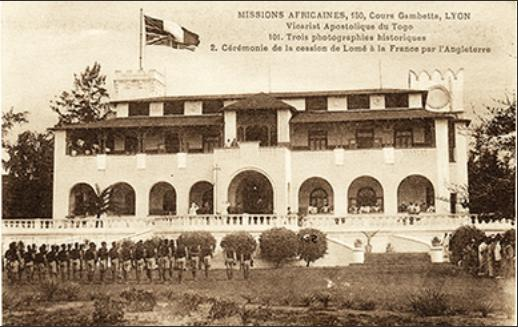
Ceremonia de entrega de la ciudad de Lomé a Francia por Inglaterra en el Palais du Gouverneur - 30 de septiembre de 1920

Después de que los alemanes fueran derrotados por franceses y británicos en Kamina el 26 de agosto de 1914, Togo se repartió entre las dos potencias vencedoras el 27 de agosto de 1914. El 10 de julio de 1919 tuvo lugar en Londres una segunda división, ya que, según Francia, la primera no había sido justa. Togo se convirtió entonces en un mandato de la Sociedad de Naciones (Liga), dividido entre la parte francesa (en el este llamada «Togo francés» o Togolandia oriental) y la parte británica (en el oeste llamada «Togolandia británica»). El Togo francés recibió una superficie de 56.000 kilómetros cuadrados, y el británico de 33.900 kilómetros cuadrados.
Ante el temor de que los togoleses permanecieran fieles a Alemania, los franceses tomaron medidas para eliminar todo rastro de colonización alemana. Al tiempo que aplicaban un régimen más flexible, redujeron a cero la influencia de los togoleses educados en Alemania y prohibieron el uso de la lengua alemana, sobre todo a los misioneros de Alsacia y Lorena. El francés se convirtió en la lengua oficial de Togo, y la educación pública se impartía únicamente en francés.
A diferencia de los alemanes, que no habían definido ni aplicado una política lingüística verdaderamente coercitiva, los franceses impusieron sin ambigüedades la lengua francesa. A partir de 1915, el alemán quedó prohibido en su zona, seguido del inglés a partir de 1920. El decreto de 1922, que organizaba el sector escolar público y controlaba las escuelas confesionales, hizo del francés la única lengua permitida en las escuelas. Publicado en el Journal Officiel de Togo, el artículo 5 del decreto lo estipula de forma inequívoca: «La enseñanza debe impartirse exclusivamente en francés. Las lenguas extranjeras y los modismos locales están prohibidos».

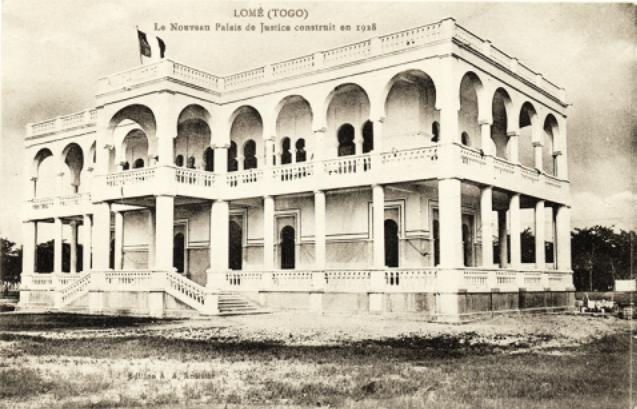
El Palacio de Justicia de Lomé (Palais de Justice de Lomé), construido por los Franceses en 1927.

La Segunda Guerra Mundial llegó en un momento en el que Togo era generalmente pacífico. Tras el armisticio firmado en junio de 1940, el país quedó bajo el control del régimen de Vichy. Se cerró la frontera con la antigua Ghana (Costa de Oro). Los suministros empezaron a escasear. Una de las primeras consecuencias del desembarco en el norte de África, el 8 de noviembre de 1942, fue el internamiento de comerciantes anglófilos, entre ellos Sylvanus Olympio. Sin embargo, cuando el régimen de Vichy perdió el control del territorio y el África Occidental Francesa (AOF) entró en guerra contra Alemania, las fronteras se fueron abriendo poco a poco y los sospechosos fueron liberados.
En 1945, la Carta de las Naciones Unidas estableció un sistema de administración fiduciaria destinado a «estimular el desarrollo de poblaciones capaces de autogobernarse; fomentar un sentimiento de independencia. Fomentar el respeto a los derechos humanos y a las libertades fundamentales sin distinción de raza, sexo o religión».
Posteriormente, Togo fue uno de los primeros países en crear instituciones políticas y electorales. Los partidos políticos togoleses trabajaron activamente para cambiar el estatus del país, pero se dividieron en dos bandos con objetivos opuestos:

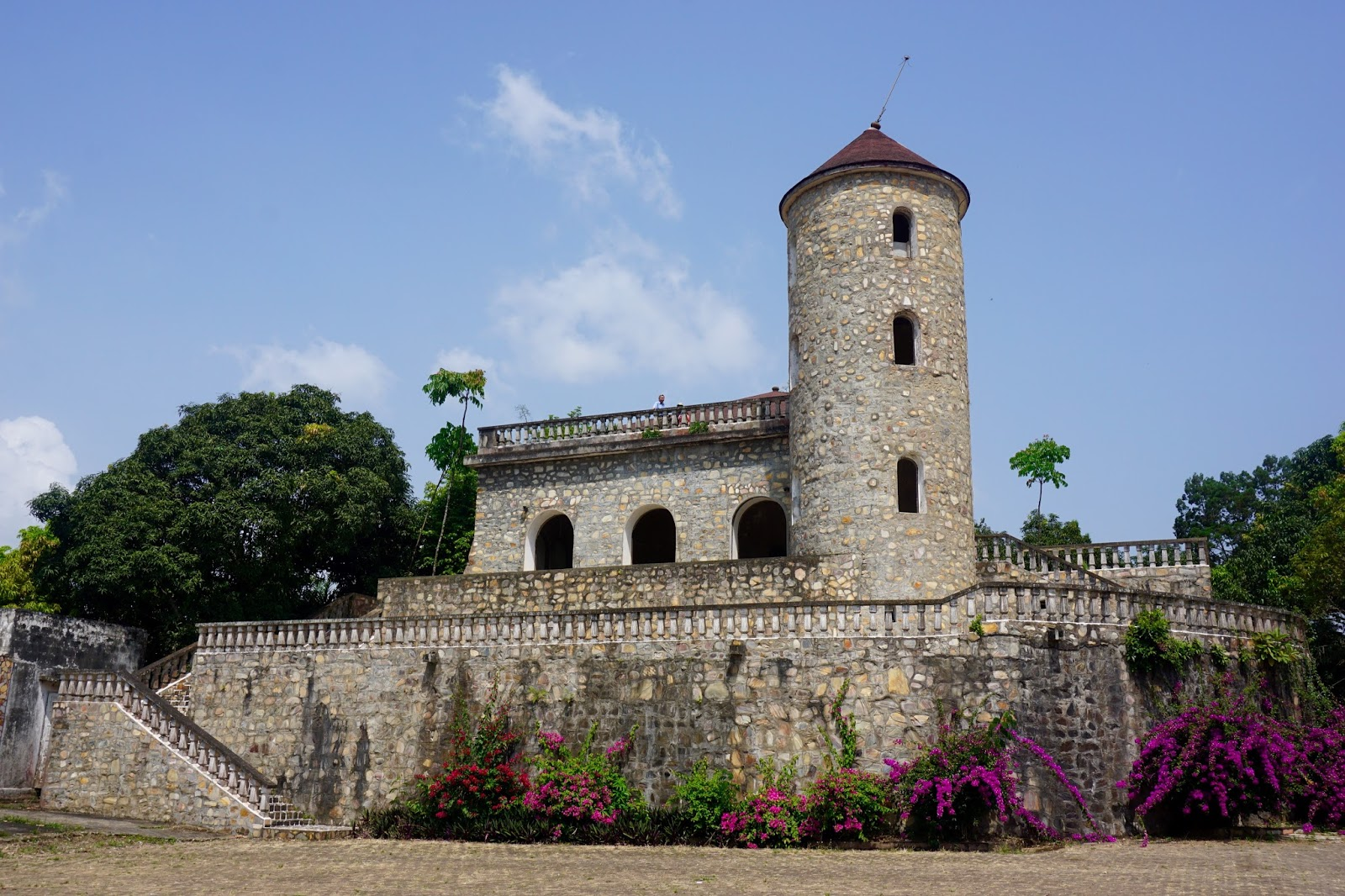
El Château Viale o Château présidentiel, (Castillo Presidencial) construido en 1940 por Raymond Viale en Togo

el Comité para la Unidad de Togo (CUT), partidario de un Estado ewe y, más tarde, de un Estado togolés reunificado y autónomo.
el Parti togolais du progrès (PTP), futuro Mouvement populaire togolais (MPT), que reclamaba la abolición de la tutela y una asociación más estrecha con Francia.
En 1956, el primer ministro, jefe del gobierno, fue elegido por la Asamblea Nacional, y la república autónoma, creada el 30 de agosto de 1956. recibió poderes cada vez más amplios.
Ese mismo año, tras un referéndum, el Togo británico se incorporó a la Costa de Oro, que se convirtió en Ghana con la independencia en 1957. Los ewe rechazaron esta decisión, que consolidaba la división de su pueblo, cuyo territorio se extendía desde Notsé hasta las orillas del Volta antes de la colonización europea. Esta división alimentó posteriormente tensiones periódicas entre Ghana y Togo.
Bajo la presión de la ONU - Togo era oficialmente un territorio en fideicomiso y no una colonia - el gobierno francés se vio obligado a organizar elecciones bajo la supervisión de emisarios de la ONU. La CUT obtuvo una victoria aplastante el 27 de abril de 1958, y Sylvanus Olympio, su líder, fue amnistiado y elegido primer ministro de la República. En 1958, un nuevo referéndum organizado bajo los auspicios de las Naciones Unidas (ONU) concedió al Togo francés la autonomía como república dentro de la Comunidad Francesa.

En febrero de 1960, Sylvanus Olympio  rechazó la oferta del Presidente de Ghana, Kwame Nkrumah, de unir ambos países.

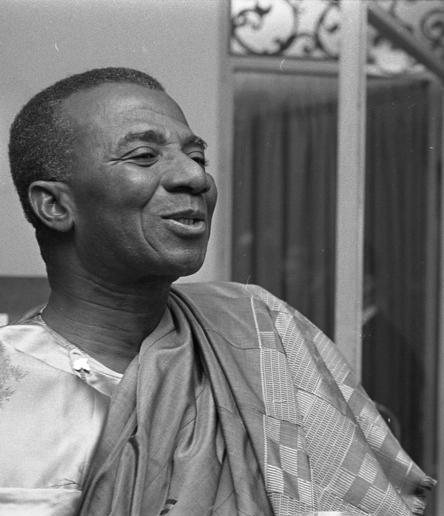
Sylvanus Olympio, presidente de Togo entre los años 1960 y 1963.

La mayor parte del territorio fue controlado por Francia hasta el 27 de abril de 1960, fecha en la que alcanzó la independencia. Sylvanus Olympio (1901-1963) fue designado presidente.
Desde el golpe de Estado llevado a cabo el 13 de enero de 1963. El país ha sido dominado por los militares de forma ininterrumpida.

### Actualidad
Gnassingbé Eyadéma (1937-2005), uno de los responsables del golpe de 1963 fue presidente desde 1967 hasta 2005. A su muerte fue sustituido por su hijo, Faure Gnassingbé. En el año 2017 se realizaron masivas protestas en contra de la familia Gnassingbé, como consecuencia, Faure cedió algunas concesiones a la oposición, manteniéndose como presidente.

## Gobierno y política

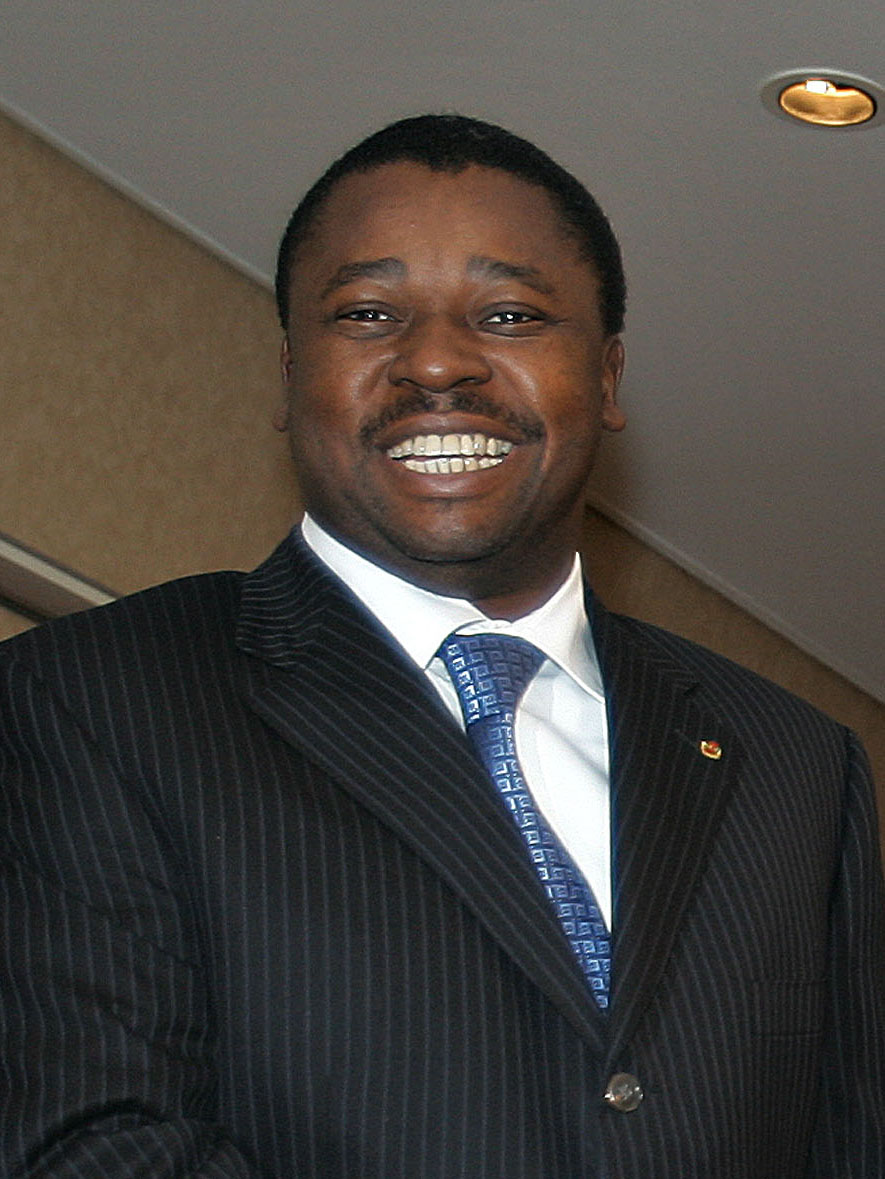
Faure Gnassingbé, ex presidente de Togo.

La transición de Togo hacia la democracia se encuentra estancada. Sus instituciones democráticas se han revelado frágiles y prematuras.
El expresidente Gnassingbé Eyadéma que gobernó Togo bajo un sistema de partido único cerca de cuarenta años, murió a causa de un ataque cardíaco el 5 de febrero de 2005. Según la constitución, el líder del parlamento Fambaré Ouattara Natchaba debía transformarse en presidente y llamar a elecciones. Sin embargo, a la muerte del presidente, Natchaba se encontraba fuera del país. El ejército aprovechó la situación y ordenó el cierre de las fronteras, impidiendo su regreso. Faure Gnassingbé, también conocido como Faure Eyadéma, hijo del líder fallecido, ejecutó un golpe de Estado y asumió la presidencia del país.

### Constitución
El 27 de septiembre de 1993, se aprobó en un referéndum una nueva Constitución multipartidista. Esta atribuye el poder ejecutivo al presidente y hace recaer el poder legislativo en una Asamblea Nacional formada por 81 miembros. Tanto la Asamblea como el presidente son elegidos para un periodo de cinco años. Según esta Constitución, el presidente es el encargado de designar al primer ministro, y este a los demás ministros.

### Derechos Humanos
En materia de derechos humanos, respecto a la pertenencia a los siete organismos de la Carta Internacional de Derechos Humanos, que incluyen al Comité de Derechos Humanos (HRC),  ha firmado o ratificado:
| Bandera de ? | Tratados internacionales                                                                                                  | Tratados internacionales | Tratados internacionales                                                                                                  | Tratados internacionales                                                                                                  | Tratados internacionales  | Tratados internacionales                                                                                                  | Tratados internacionales | Tratados internacionales    | Tratados internacionales                                                                                                  | Tratados internacionales                                                                                                  | Tratados internacionales | Tratados internacionales | Tratados internacionales | Tratados internacionales                                                                                                  | Tratados internacionales | Tratados internacionales  | Tratados internacionales  | Tratados internacionales |
| --- | --- | ------------------------ | --- | --- | ------------------------- | --- | ------------------------ | --------------------------- | --- | --- | ------------------------ | ------------------------ | ------------------------ | --- | ------------------------ | ------------------------- | ------------------------- | ------------------------ |
| Bandera de ? | CESCR | CESCR                    | CCPR | CCPR | CCPR                      | CERD | CED                      | CEDAW                       | CEDAW | CAT | CAT                      | CRC                      | CRC                      | CRC | CRC                      | MWC                       | CRPD                      | CRPD                     |
| Bandera de ? | CESCR | CESCR-OP                 | CCPR | CCPR-OP1 | CCPR-OP2-DP               | CERD | CED                      | CEDAW                       | CEDAW-OP | CAT | CAT-OP                   | CRC                      | CRC-OP-AC                | CRC-OP-SC | CRC-OP-CP                | MWC                       | CRPD                      | CRPD-OP                  |
| Pertenencia | Togo ha reconocido la competencia de recibir y procesar comunicaciones individuales por parte de los órganos competentes. | Sin información.         | Togo ha reconocido la competencia de recibir y procesar comunicaciones individuales por parte de los órganos competentes. | Togo ha reconocido la competencia de recibir y procesar comunicaciones individuales por parte de los órganos competentes. | Ni firmado ni ratificado. | Togo ha reconocido la competencia de recibir y procesar comunicaciones individuales por parte de los órganos competentes. | Sin información.         | Firmado pero no ratificado. | Togo ha reconocido la competencia de recibir y procesar comunicaciones individuales por parte de los órganos competentes. | Togo ha reconocido la competencia de recibir y procesar comunicaciones individuales por parte de los órganos competentes. | Sin información.         | Firmado y ratificado.    | Firmado y ratificado.    | Togo ha reconocido la competencia de recibir y procesar comunicaciones individuales por parte de los órganos competentes. | Sin información.         | Ni firmado ni ratificado. | Ni firmado ni ratificado. | Sin información.         |
| Firmado y ratificado, firmado, pero no ratificado, ni firmado ni ratificado, sin información, ha accedido a firmar y ratificar el órgano en cuestión, pero también reconoce la competencia de recibir y procesar comunicaciones individuales por parte de los órganos competentes. | |                          | | |                           | |                          |                             | | |                          |                          |                          | |                          |                           |                           |                          |

### Política Exterior
Togo fue una antigua colonia de Francia, y usa el Franco CFA (moneda común de muchos países africanos que eran colonias de Francia). Es miembro de la Unión Africana, y de la ONU. Las aportaciones de Togo al Banco Mundial son escasas pero suficientes como para la realización de varios proyectos. El país mantiene relaciones de cooperación con países de alto nivel económico como China.

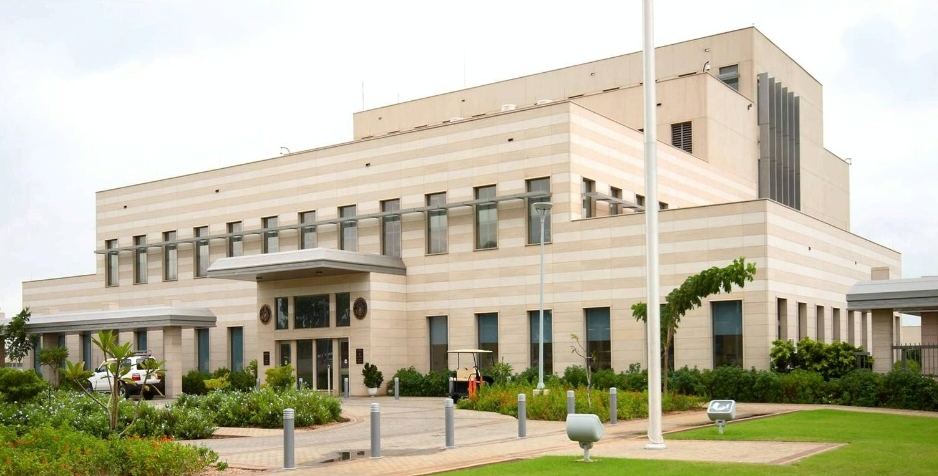
Embajada de Estados Unidos en Lomé, Togo

Aunque la política exterior de Togo es no alineada, mantiene lazos históricos y culturales con Europa Occidental, especialmente con Francia y Alemania. Togo reconoce a la República Popular China, Corea del Norte y Cuba. Restableció relaciones con Israel en 1987. Togo mantiene una política exterior activa y participa en organizaciones internacionales. Es especialmente activo en los asuntos regionales de África Occidental y en la Unión Africana.
En 2017, Togo firmó el tratado de la ONU sobre la Prohibición de las Armas Nucleares. Togo se unió a la Mancomunidad de Naciones, junto con Gabón, en la reunión de jefes de Gobierno de la Mancomunidad de 2022, celebrada en Kigali (Ruanda). Al unirse a la Mancomunidad, el ministro de Asuntos Exteriores, Robert Dussey, declaró a Reuters que el país buscaba ampliar su «red diplomática, política y económica» y «forjar lazos más estrechos con el mundo anglófono».
Estados Unidos y Togo han mantenido en general buenas relaciones desde su independencia, aunque Estados Unidos nunca ha sido uno de los principales socios comerciales de Togo. En general, la mayor parte de las exportaciones estadounidenses a Togo han sido ropa usada y textiles de desecho. Otras exportaciones importantes de Estados Unidos son el arroz, el trigo, el calzado y los productos del tabaco, y cada vez se utilizan más los ordenadores personales y otros aparatos electrónicos de oficina estadounidenses.

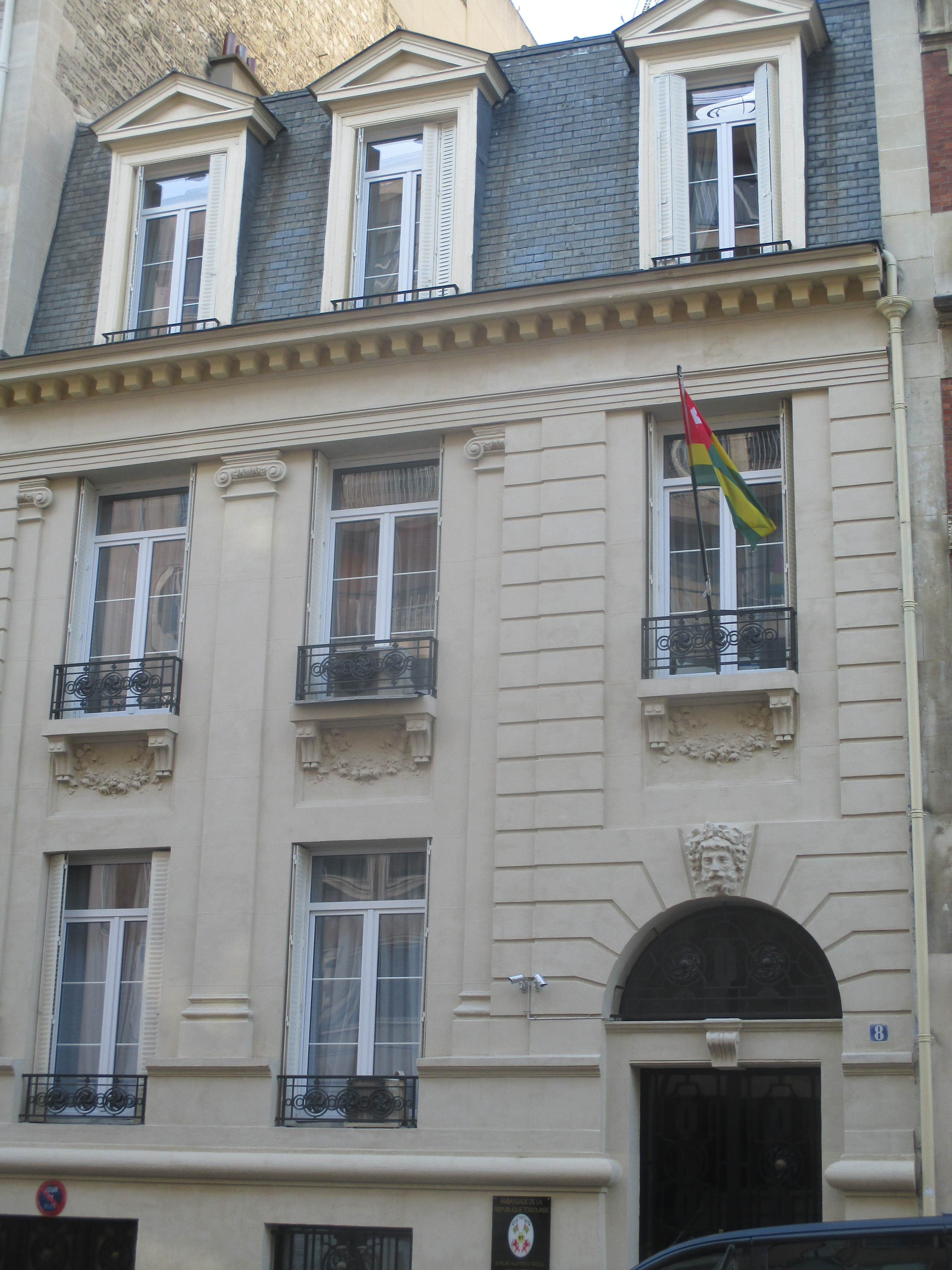
Embajada de Togo en París, Francia

Inmediatamente después de obtener la independencia, Togo quedó bajo la esfera de influencia francesa conocida como Françafrique. En enero de 1963, Olimpio fue asesinado en un golpe de Estado. Ese mismo año, Francia y Togo firmaron un acuerdo de defensa mutua. En virtud de este pacto, se autoriza la intervención militar francesa en caso de agresión de otro país. En noviembre de 1963, el presidente togolés Nicolas Grunitzky realizó una visita de Estado a Francia y se entrevistó con el presidente Charles de Gaulle.
En 1993, Francia, junto con Alemania y Estados Unidos, suspenden la ayuda para presionar a favor de reformas democráticas en Togo. En julio de 1999, el presidente francés Jacques Chirac realizó una visita a Togo. Durante su visita, se reunió con el presidente Eyadéma y promovió el comercio, el desarrollo y la democracia en el país. En mayo de 2005, Faure Gnassingbé sucedió a su padre como Presidente de Togo.
En octubre de 2016, el primer ministro francés Manuel Valls realizó una visita a Togo para apoyar el cambio democrático y reforzar los lazos comerciales entre ambas naciones. En abril de 2021, el presidente togolés Faure Gnassingbé realizó una visita a Francia y se reunió con el presidente Emmanuel Macron.
Desde 2000 hasta 2011, se han identificado aproximadamente 40 proyectos oficiales chinos de financiación del desarrollo en Togo a través de diversos informes de los medios de comunicación. Estos proyectos van desde proyectos de rehabilitación de carreteras en 2009, hasta un préstamo de 60 millones de euros para el Banque Ouest Africaine de Developpement de Togo en 2011, y un préstamo de aproximadamente 31,7 millones de dólares al operador estatal Togo Telecom por parte del banco chino EXIM Bank.
A finales de los años setenta y ochenta, la RFA y Togo mantuvieron buenas relaciones bilaterales. El presidente togolés Gnassingbé Eyadéma, que gobernaba el país de forma autocrática, mantenía buenas relaciones con el primer ministro bávaro y posterior ministro alemán Franz Josef Strauss, que visitaba regularmente el país para cazar antílopes. Strauss describió el Togo autocrático como un «modelo para África». Tras la reunificación alemana en la década de 1990, las relaciones se deterioraron debido a las violaciones de los derechos humanos cometidas en Togo. Tras el fin del reinado de Eyadéma en 2005, se aplicaron reformas democráticas en Togo y las relaciones con Alemania mejoraron en consecuencia. La cooperación bilateral al desarrollo se reanudó en 2012.
Las relaciones económicas siguen estando poco desarrolladas. Sin embargo, desde la reanudación de la cooperación al desarrollo, ha aumentado el interés de las empresas alemanas, con una importante inversión de HeidelbergCement en el país. Togo busca activamente inversores alemanes. El volumen del comercio bilateral ascendió a 79,3 millones de euros en 2021.
Tras la reanudación de la cooperación al desarrollo en 2012, Alemania ha aportado cerca de 180 millones de euros en ayuda al desarrollo hasta 2022. Alemania participa especialmente en los ámbitos de la seguridad alimentaria, el sector energético y la conservación de la biodiversidad.

### Fuerzas armadas
Las Fuerzas Armadas togolesas, se encargan de la defensa y vigilancia del país, a través del aire con la Fuerza Aérea de Togo, por tierra con la Fuerza Terrestre de Togo, por el agua con la Fuerza Marítima de Togo, y patrullan con la gendarmería nacional. Para ser militar en el ejército del país hay que hacer 18 años de educación obligatoria selectiva, a los que se añaden 2 años voluntarios. Los gastos militares del país suponen el 1,6% de su PIB, por lo que ocupa el puesto 95 en el ranking de países por gasto militar.

## Organización territorial

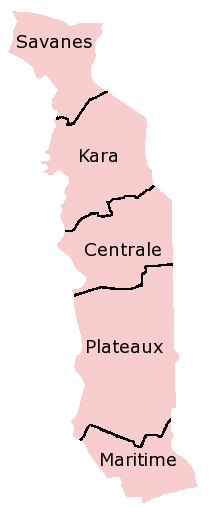
Mapa con las Provincias de Togo.

Togo está dividido en cinco regiones llamadas provincias: la que está más al norte es la Región de la Sabana, cuya capital es Dapaong; al sur de la Región de la Sabana se halla la Región de Kara, cuya capital es Kara. En el centro, se encuentra la Región Central, cuya capital es Sokodé. Al sur de esta, se encuentra la Región del Altiplano, cuya capital es Atakpamé. La más importante, en la que se encuentra la capital del país (Lomé), es la más al sur del país y se denomina Región Marítima.

## Geografía

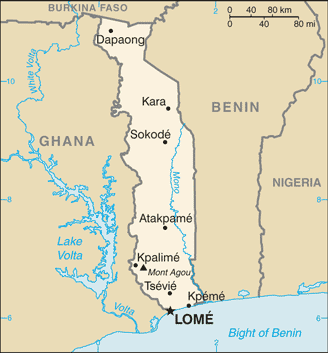
Mapa de Togo.

Togo es el 107.º país más poblado y el 125.º más grande del mundo, con una población cercana a los 6 millones de habitantes y un área de 56 785 km².

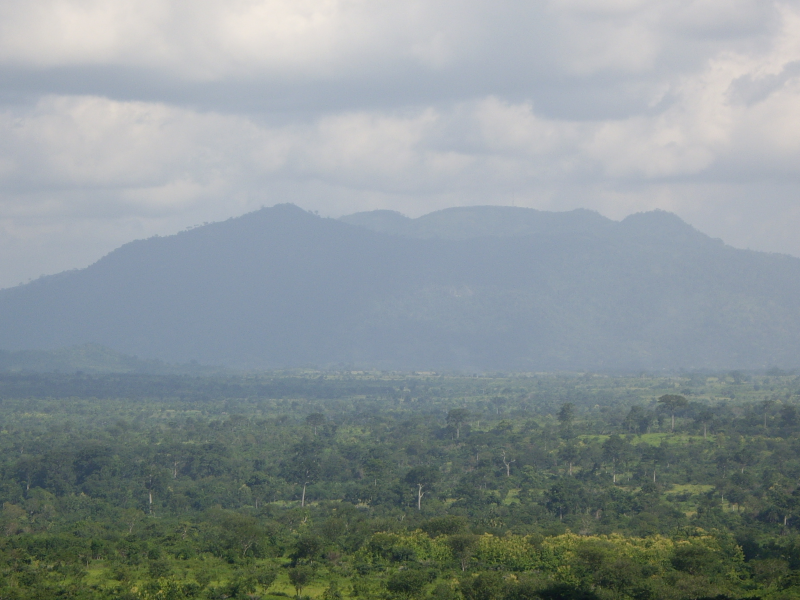
El Monte Agou, el punto más alto de Togo.

Ubicado en el África Occidental, este país subsahariano posee una frontera total de 1 880 km mediante la cual limita con Burkina Faso, Ghana, y Benín. El punto más alto del país es el monte Agou con una altitud de 984 metros. Además, Togo es uno de los países por el que cruza el meridiano de Greenwich. Hacia el sur, Togo tiene 56 km de costa a lo largo del Golfo de Benín, un sector del ,Golfo de Guinea en el Océano Atlántico.

### Suelo
En el norte el terreno se caracteriza por una suave sabana en contraste con el centro del país que se distingue por un relieve de colinas. El sur de Togo se caracteriza por una meseta que alcanza la llanura costera con extensas lagunas y pantanos.

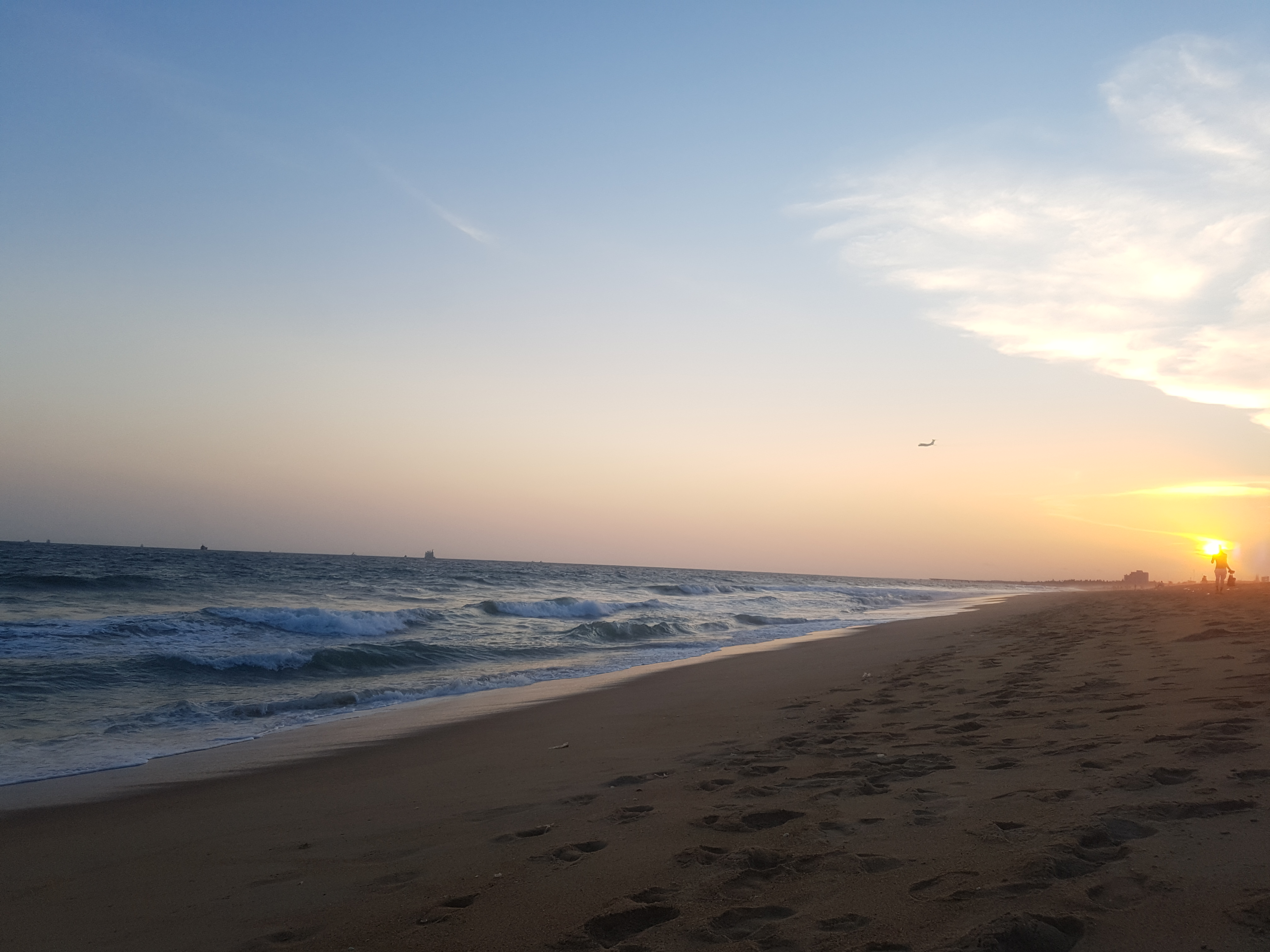
Un playa de Lomé

### Clima
El clima de Togo a pesar de su pequeña extensión, es muy variado. Al norte el clima es subtropical mientras que al sur el clima es subecuatorial húmedo. La temperatura media es de 27 °C, aunque con pequeñas variantes según la altura, y la proximidad al mar. La estación lluviosa empieza en abril o en mayo y termina hacia al mes de noviembre.

### Flora
En 1984 se incluyeron en la flora de Togo unas 2.500 especies de plantas vasculares, y desde entonces se han añadido al menos 235 especies. Incluyendo las plantas introducidas que se han naturalizado, se calcula que hay 3.450 especies en el país, aunque la flora aún se conoce de forma incompleta.

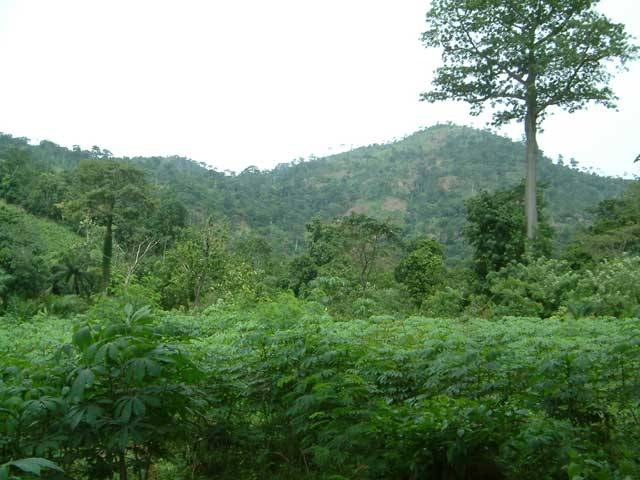
Selva ecuatorial del interior del país.

La vegetación natural varía, con sabanas tropicales en el centro y norte del país, bosques húmedos sempervirentes en las zonas montañosas y manglares cerca de la costa. Como el país está densamente poblado, sólo sobreviven restos de bosques fuera de los parques y reservas nacionales.
La meseta de Oti y algunas zonas montañosas conservan más vegetación natural que en otros lugares. El cinturón forestal de algunos países vecinos ha sido destruido en gran parte, y la ecorregión guineana del mosaico bosque-sabana, formada en gran parte por praderas intercaladas con bosques en las laderas escarpadas y junto a los cursos de agua, se extiende hasta la costa.Esto da lugar a la brecha de Dahomey entre los bosques de la Alta Guinea, al oeste, y los de la Baja Guinea, al este. La zona costera está formada por lagunas, arroyos y estanques, y en ella predominan los manglares rojos y negros. Esta zona ha sido designada sitio Ramsar de importancia internacional para las aves en humedales.

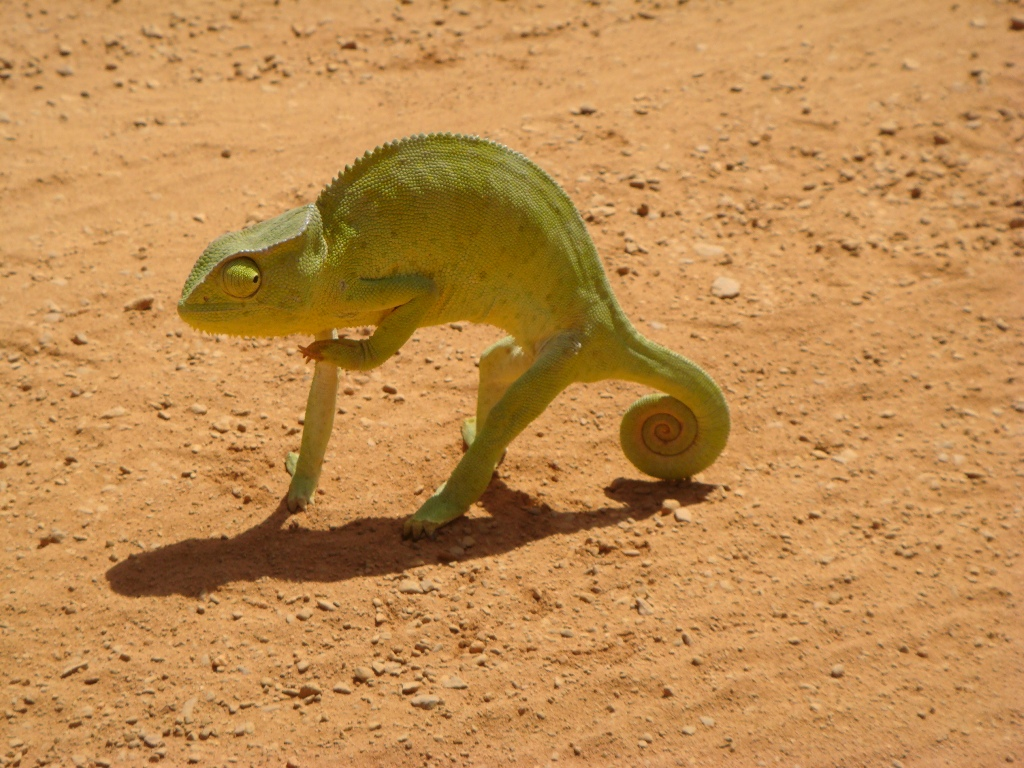
Camaleón en Togo

### Fauna
Se han registrado 196 especies de mamíferos en Togo. Muchos de los mamíferos de mayor tamaño se han vuelto cada vez más escasos o han desaparecido por completo de las zonas no protegidas del país. Esto es especialmente cierto en el caso de las especies forestales, mientras que los antílopes de las sabanas septentrionales han sobrevivido mejor. 
El leopardo, el chimpancé y el eland gigante están probablemente extirpados del país, mientras que el león, el perro salvaje africano, el bongo, la sitatunga, el mono Diana, el colobo rojo occidental, el colobo negro, el colobo rey y el manatí corren un alto riesgo de extirpación, y la población de elefantes africanos ha descendido a un nivel crítico. Las especies de antílopes de sabana incluyen el antílope antílope, el antílope de Maxwell, el antílope de flancos rojos, el antílope negro, el antílope de lomo amarillo, el antílope común, el antílope bohor, el antílope acuático, el antílope de Buffon, el antílope ruano, el antílope fardo occidental, la gacela de frente roja y el oribí.

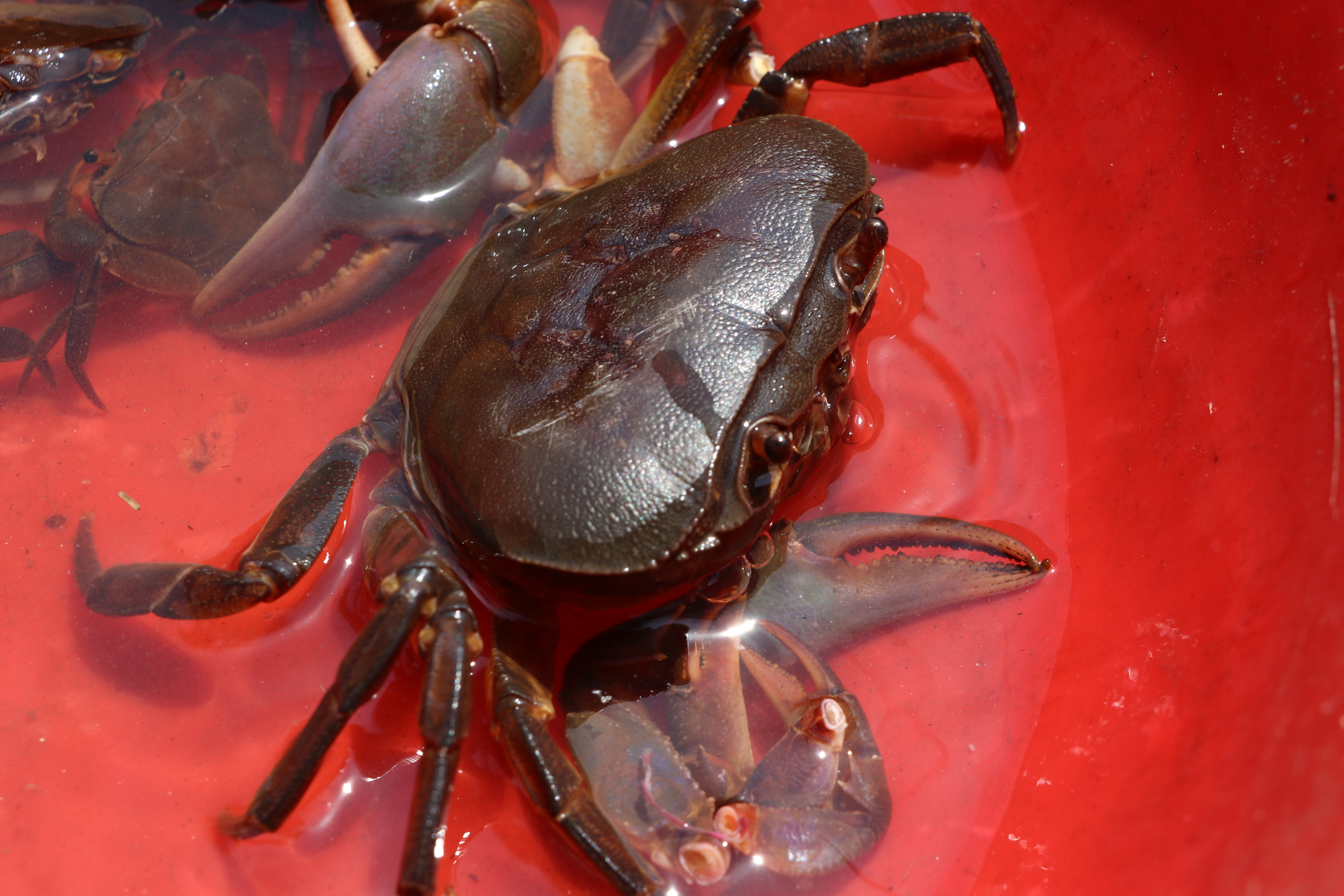
Cangrejos de la costa togolesa

Entre los mamíferos registrados en el Parque Nacional de Kéran en 2008 se encuentran el babuino oliváceo, el mono tántalo, el mono patas, el antílope kob, el antílope antílope, el duiker de flanco rojo, el duiker común, el búfalo africano, el hipopótamo, el facóquero, el puercoespín crestado, la ardilla de tierra rayada y el erizo de cuatro dedos. Entre los animales más pequeños, la rata topo de Togo se da en el noroeste del país y en las zonas vecinas de Ghana, y el ratón de Togo sólo se conoce por dos ejemplares capturados en 1890 y podría estar extinguido. Además, hay unas diez especies de murciélagos frugívoros.
Se han registrado unas 676 especies de aves en Togo, entre ellas 18 especies amenazadas a nivel mundial. Las aves incluyen aves marinas, aves de humedales y especies terrestres, algunas residentes y otras migratorias, que invernan en el país o están de paso, mientras que unas pocas son accidentales. Se cree que unas 408 especies residen y se reproducen en el país, unas 109 son migratorias paleárticas y unas 80 más son migratorias dentro de África.

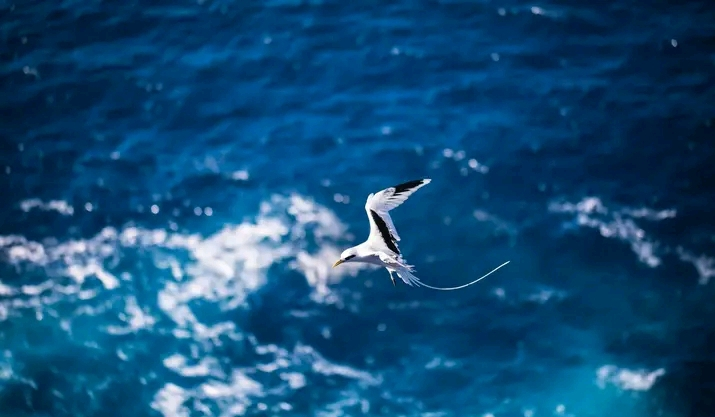
El rabijunco común o ave del trópico de cola blanca (Phaethon lepturus) en aguas de Togo

Los humedales costeros de las Zonas Húmedas del Litoral de Togo son utilizados por limícolas y charranes que migran a lo largo de la costa occidental de África. El avión común pasa el invierno en el norte del país y los vencejos común, alpino y moteado atraviesan el país en sus migraciones. La mayor diversidad de aves forestales se da en el suroeste, cerca de la frontera con Ghana. 

Las cuatro Zonas Importantes para las Aves son la Reserva Faunística del Valle de Oti, el Parque Nacional de Kéran, el Parque Nacional de Fazao Malfakassa y la Reserva Forestal de Misahöhe. Varias especies de buitres, el águila marcial, el águila leonada, el pájaro secretario, la grulla coroninegra, el cálao de mejillas marrones y el cálao de cascos amarillos son raras o están amenazadas, mientras que el paraíso de Togo es común.

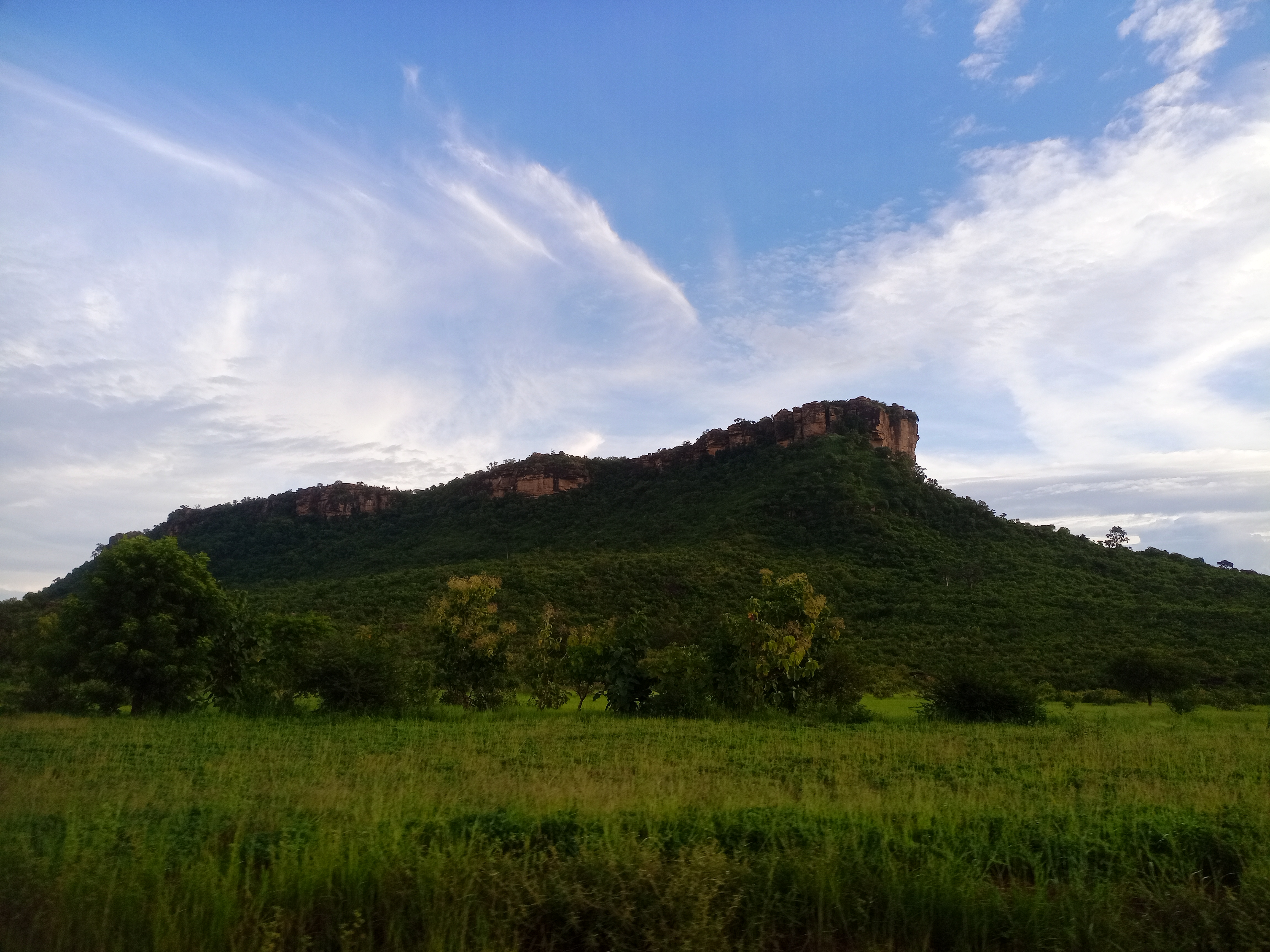
La Cuesta de Bombouaka en Togo

El cocodrilo de África Occidental y el cocodrilo de hocico delgado de África Occidental son dos de las 107 especies de reptiles registradas en el país. Tres especies de tortugas marinas visitan la costa, la tortuga laúd, la tortuga carey y la tortuga verde, y en el interior hay tortugas de agua dulce, tortugas, serpientes, lagartos y camaleones. Además, en Togo hay diez especies de anfibios, tres de las cuales son endémicas del país

### Geología
La geología de Togo se compone principalmente de gneises y rocas graníticas de edad proterozoica en el centro y sur del país. En la zona costera se superponen sedimentos cretácicos y cenozoicos. La parte septentrional del país tiene un basamento de rocas metamórficas neoproterozoicas y granito paleoproterozoico.

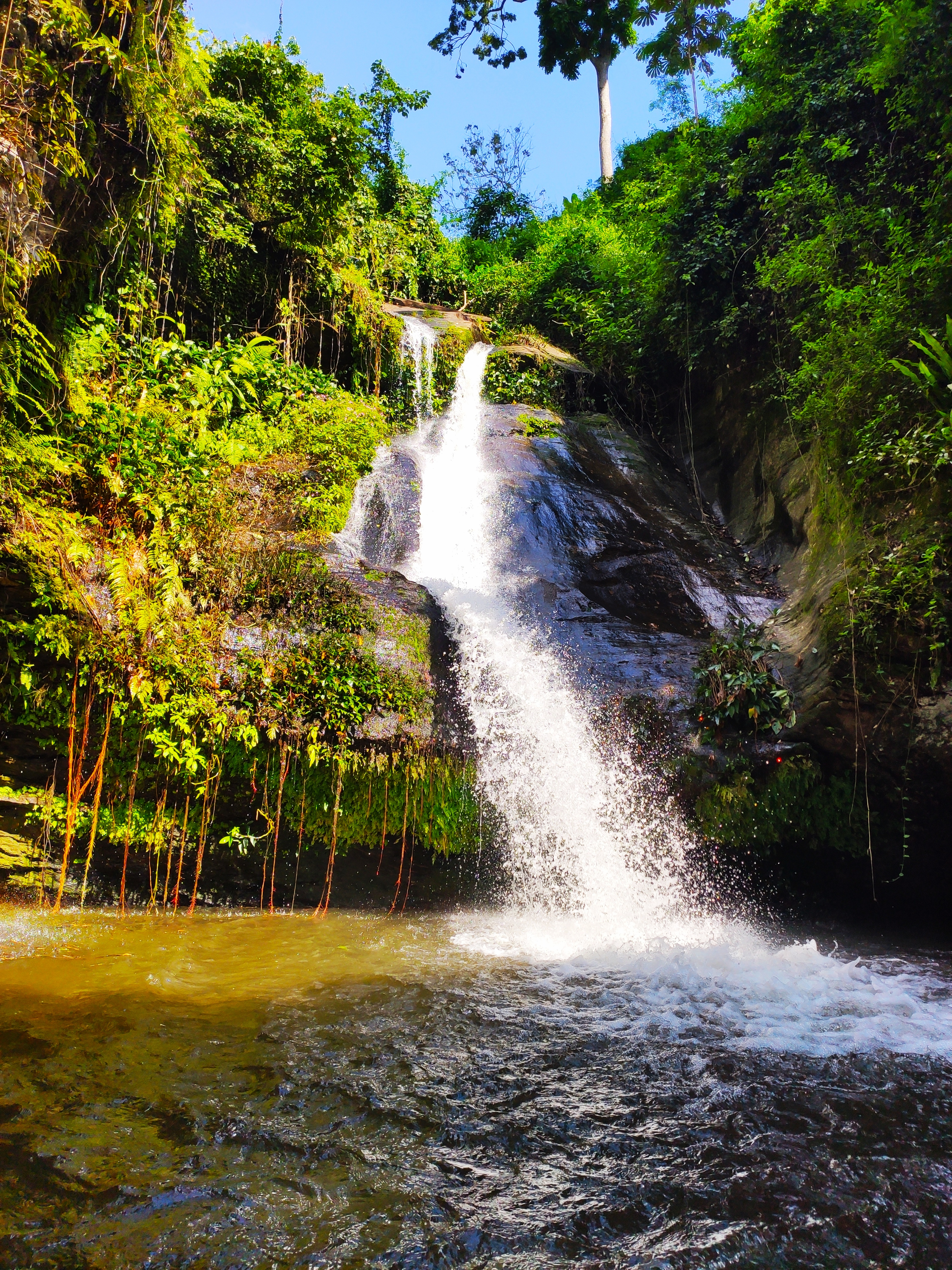
Cascada de Womé

El sur del país está cubierto de cuencas sedimentarias, que abarcan 3.300 kilómetros cuadrados de tierra. El Cratón de África Occidental está formado por estructuras cristalinas, cuya edad oscila entre el Neoarqueico y el Paleoproterozoico. En la zona Norte-Dapaong, situada en el Cratón de África Occidental, es frecuente encontrar migmatitas, gneises, anfibolitas, granodioritas y granitos. La cuenca neoproterozoica del Volta contiene formaciones sedimentarias sobre los lechos de Birrimia. Estas formaciones sedimentarias se dividen en dos grupos: un grupo intratilítico y un grupo supratilítico.
Togo explota minas de oro, diamantes y roca fosfórica, siendo la más importante la roca fosfórica. La roca fosfórica se encuentra en yacimientos del Eoceno en la cuenca costera. Además de estos yacimientos fáciles de explotar, también hay neoproterozoicos endurecidos que no han sido explotados. El país es el sexto productor africano de roca fosfórica. Los diamantes y el oro se extraen a nivel artesanal, y es el sexto productor de oro de África. Los diamantes se encuentran en formaciones aluviales de los ríos. Las actividades de exploración desvelaron la posibilidad de extraer en el futuro: bauxita, yeso, mineral de hierro, manganeso, mármol, rutilo, zinc, uranio y metales líticos. Togo no tiene sector petrolero.

## Economía
Desde 1982, Togo está incluida en el listado de la Organización de las Naciones Unidas de los Países menos desarrollados (PMD). Mientras que el Fondo Monetario Internacional la incluye dentro de su listado de los 69 países de bajos ingresos (Low-income countries). De acuerdo a los datos del Banco Mundial el PIB per cápita de Togo es de apenas $973.2 USD y cerca del 28.1% de la población viven con menos de $2.15 USD al día, lo que lo coloca como uno de los países más pobres del mundo.
Según el Índice mundial de innovación, a cargo de la Organización Mundial de la Propiedad Intelectual, en 2024, Togo se ubicó en el lugar 117 en innovación entre 133 países del mundo;mientras que en 2023 ocupó el lugar 114 y el lugar 122 en 2022.

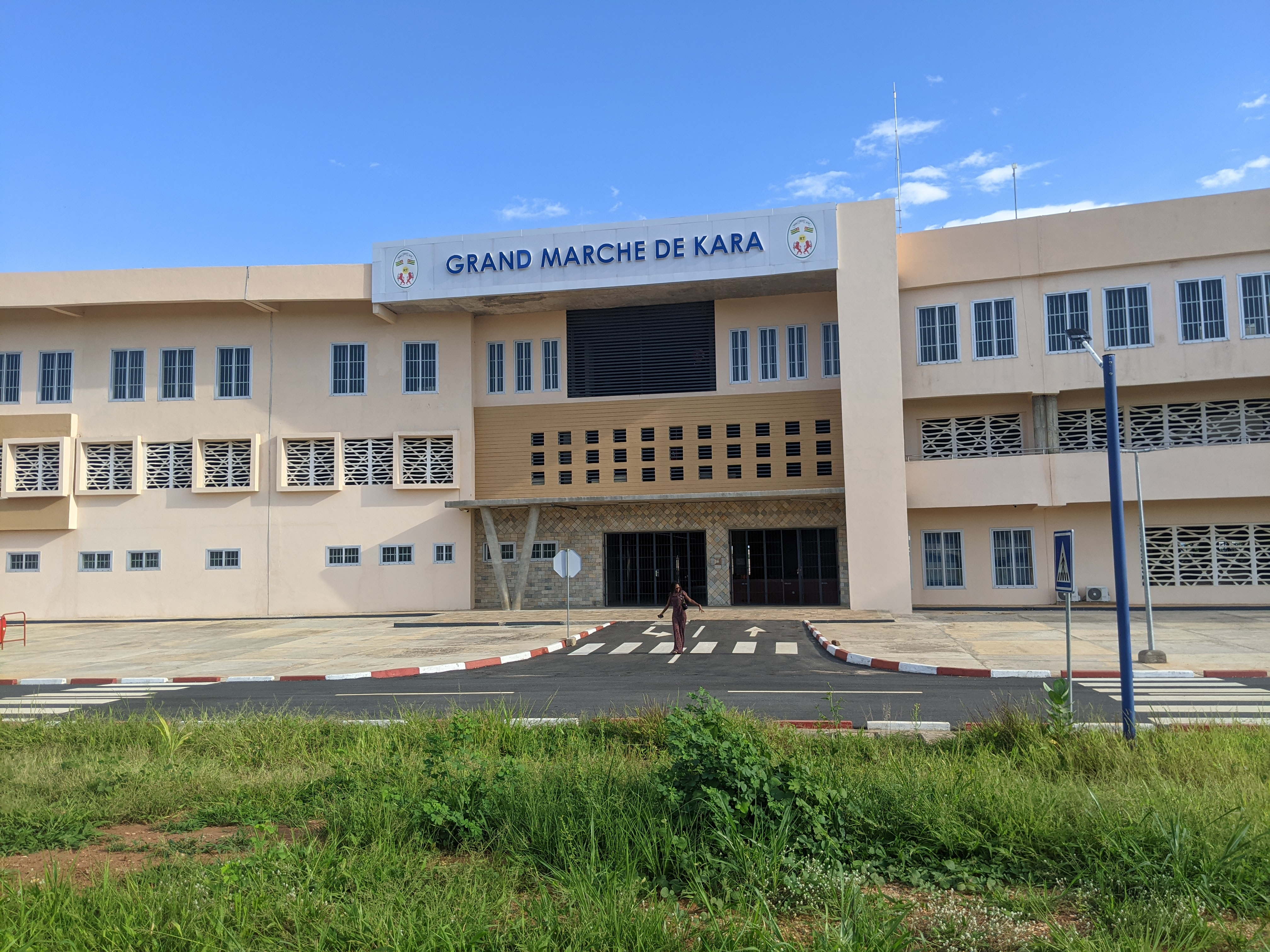
Mercado de Kara en Togo

### Agricultura
La superficie cultivada es de 2.820.500 hectáreas (38.6% de la territorial). El principal recurso es la palma olífera, que crece en la franja costera, aunque también se usa para la explotación en algunas plantaciones. Los cultivos industriales principales son el cacao, algodón, cacahuate, café, nueces, coco, y copra.

### Ganadería y pesca
La comunidad ganadera cuenta con ganado ovino, caprino, de cerda, bovino, caballar, y asnar.
La actividad pesquera produjo en 1973, 10.900 toneladas de pescado. La pesca en Togo puede ser marítima, fluvial, y lacustre; las tres de subsistencia.

### Minería

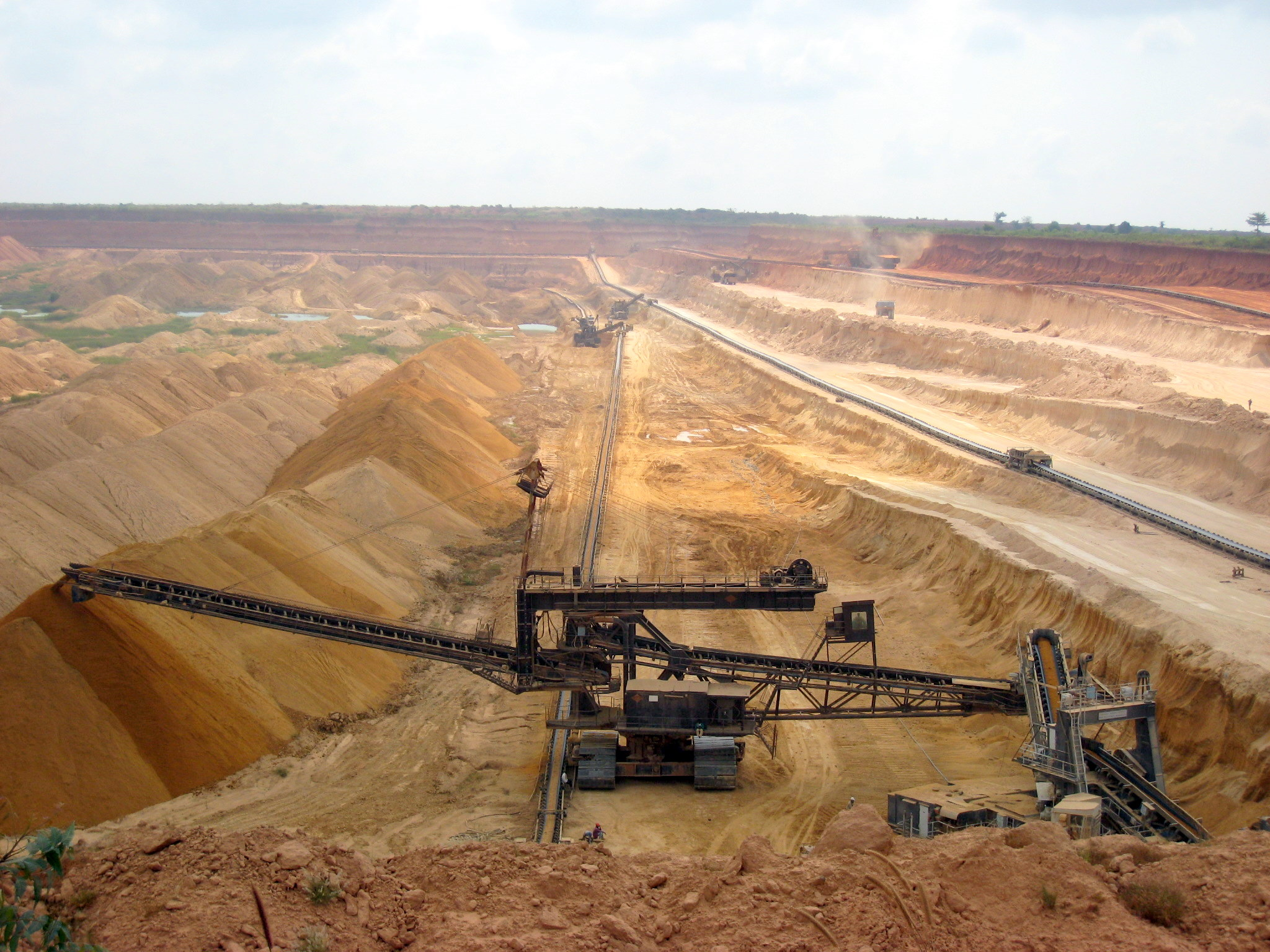
Extracción de fosfato en Togo.

El subsuelo de Togo, encierra importantes yacimientos de minerales de hierro, explotados rudimentariamente por empresas locales; se encuentran también gran cantidad de fosfatos (1.855.000 toneladas exportadas en 1972).

### Moneda
La Moneda utilizada en Togo es el Franco CFA de África Occidental. Se fracciona en 100 céntimos, y a un Franco CFA de África Central, y su cambio en euros (€), es de 0,00152 €, por franco.
Históricamente, la primera moneda apareció en 1924 con un valor de 50 céntimos. Entre 1924 y 1925 apareció el primer franco, y en 1948 apareció el segundo franco. Entre 1924 y 1925 apareció la moneda de segundo, y en 1948 apareció un nuevo franco con el mismo valor. En 1956, apareció una nueva moneda con valor de 5 francos. Ya en 2001, apareció la moneda de 500 francos y, por último en 2003, apareció la moneda de 6000 francos CFA.

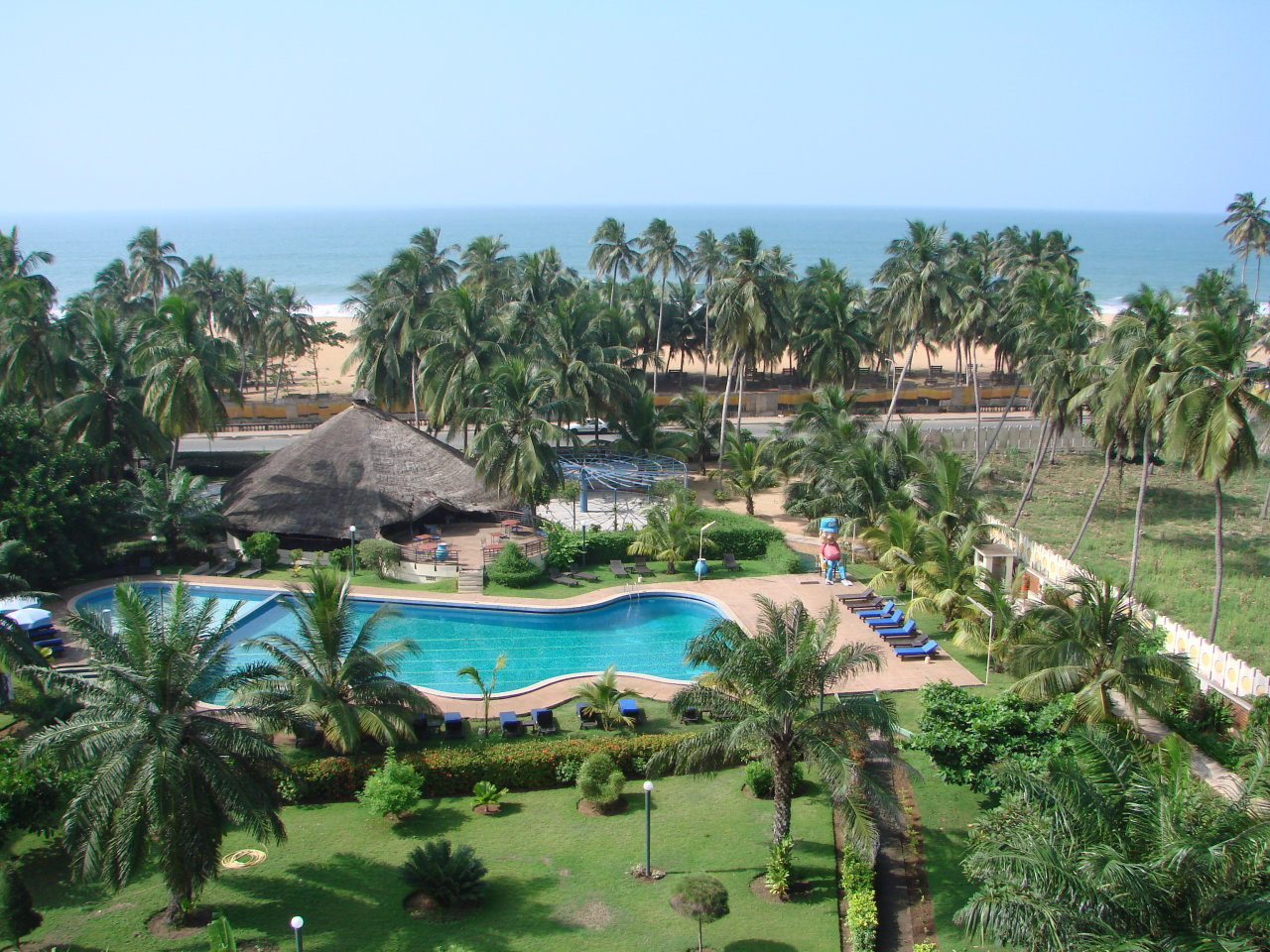
Vista del Hotel Ibis en Togo

### Turismo
Las ciudades más turísticas del país son Lomé, y Togoville. La primera cuenta entre sus atracciones turísticas con el Museo de Togo, el Palacio de Congresos, la plaza de la Independencia, el bulevar de la Marina, el Mercado de Fetiches, la Villa Artesanal, y la calle de los Artistas. Togoville ofrece como atractivos turísticos el Centro Artesanal, la Casa Real, y ver la práctica vudú.
Otros puntos de interés turístico de Togo son el parque nacional de Fazao, el Lago Togo, la Falla de Alejo, la cascada sobre el río Mono, y los centros artesanales de Kluto y Mango.
En 2015 se impulsa el turismo internacional con la primera participación de Togo en la Feria Internacional de Turismo FITUR.

## Infraestructura

### Transporte

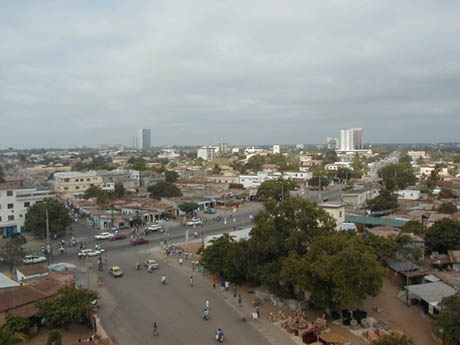
Lomé, capital de Togo.

Las redes de ferrocarriles de Togo tienen una longitud de 498 km, fueron creadas por los alemanes y están en desuso desde que Togo dejó de ser colonia de estos. Las carreteras ocupan una longitud de 7.715 km. El aeropuerto más importante es el Aeropuerto Internacional de Tokoin, cerca de Lomé.

### Energía
Según las estadísticas de 2007, la energía de Togo está valorada en 0,001 mil billones de BTU, debido a que muchas formas de energía, no se hallan presentes en el país. La energía eléctrica supone 0,085 millones de kilovatios al año; y las energías renovables producen 0,067 millones de kilovatios al año.
En Togo, nunca se ha encontrado petróleo, gas, ningún tipo de combustibles sólidos, ni tampoco se produce energía nuclear.

## Demografía

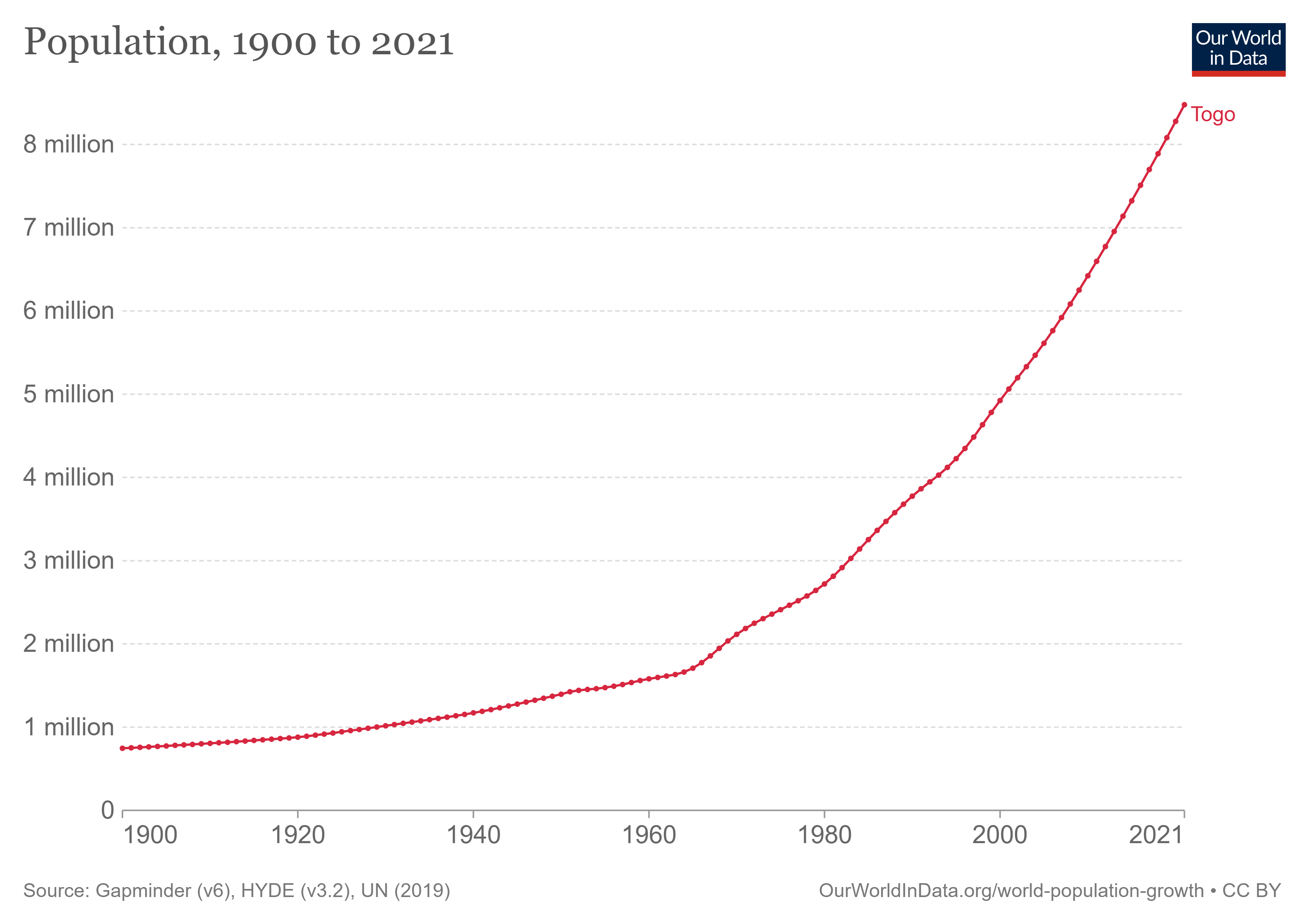
Evolución demográfica de Togo.

Según datos de 2017, Togo tiene una población estimada de 7.552.318 habitantes. El 99% es negra y el restante 1% es blanca (europeos, descendientes o patricios). La esperanza de vida era de 63 años en 2008. El promedio de hijos por mujer es de 4,79. La alfabetización es del 46,9% entre las mujeres y del 75,4% entre los varones. Se calcula que el 4,1% de la población está infectada con el VIH. Con un valor de 0,428, Togo ocupa un lugar bastante atrasado en el ranking de IDH, ubicándose en el puesto 139° de 177 países analizados.
Las principales ciudades son la capital Lomé, Kara, Sokodé, Palimé, y Atakpamé. El idioma oficial es el francés, pero su uso cotidiano se reduce apenas a las ciudades, sobre todo a la capital.

### Grupos étnicos

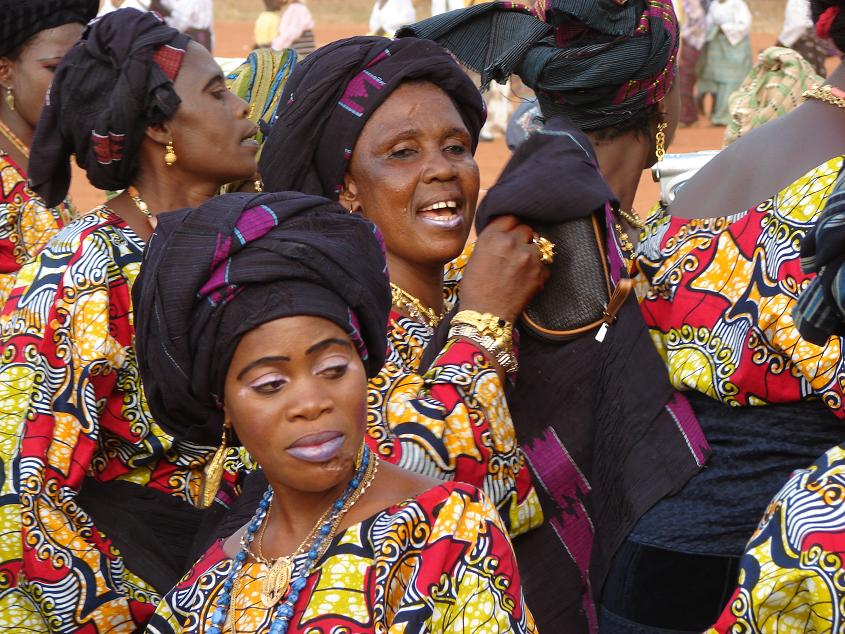
Mujeres togolesas en Sokodé.

Más de 30 grupos étnicos conforman Togo. Los más importantes son:
- Los guins: Tienen su origen en Costa de Marfil. Se instalaron en Agbodrado en el siglo XVIII.
- Los wé: Fundadores de Lomé y Togoville. Son animistas y de cultura vudú.
- Los ewé: Ocupan la región central del país, a 120 km de la capital (Lomé) y a 20 km de la frontera con Ghana. Son agricultores; cultivan el 80% de la producción togolesa de café y cacao. También fabrican artesanía en madera y tela.
- Los kabye: Ocupan la región de Kara. Destacan por sus escultores de granito y practican la religión animista.
- Los tamberma: Llamados también «somba» o «tata somba». Viven en la región de Kanté, cerca de la frontera con Benín.

### Sanidad

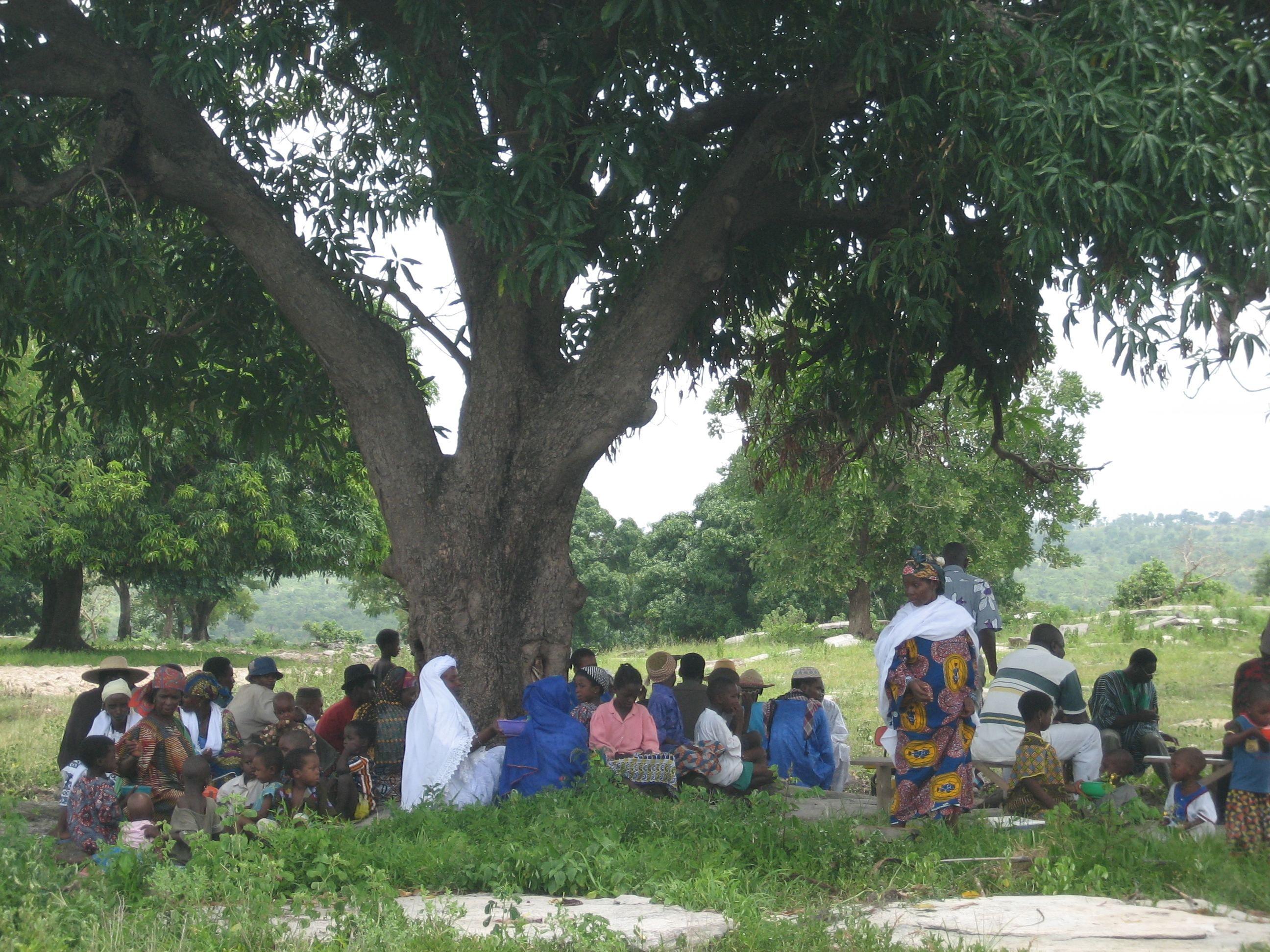
Reunión comunitaria en Togo.

La malaria, es la principal causante de las muertes en los menores de 5 años. Entre otras enfermedades, Togo también se ha visto afectada por un brote de gripe aviar identificado por primera vez en una granja de aves de Sigbehoue. También son comunes las enfermedades diarreicas, sida, poliomielitis, y paludismo.
En Togo, el agua corriente no es potable. Es obligatorio el certificado de vacunación contra la fiebre amarilla a todos los viajeros menores de un año. Se recomienda tener actualizado el calendario oficial de vacunaciones e informarse en un Centro de Vacunación Internacional Autorizado antes de viajar al país.

### Educación
En julio de 2007, Togo firmó un acuerdo con la Unesco con el objetivo de incrementar los recursos humanos de su sistema educativo.
La educación es gratuita y obligatoria en las escuelas públicas del país para los niños de 6 a 15 años. Las escuelas misioneras son muy importantes en la educación del país, ya que educan a la mitad de los estudiantes.
Existe un programa especial de escolaridad infantil desde los 3 años, aunque es privado al 59%. La tasa neta de matrícula de este programa es del 2%. La educación primaria empieza a los 6 años y dura 6 años. El 40% de la educación es privada en este nivel. Tan solo el 70% del alumnado matriculado en el primer curso consigue llegar al último. A continuación viene la formación profesional (o educación secundaria), que comienza a los 12 años, y dura 7 años. En este nivel, ya solo el 26% es privado. El 1% de los esudiantes de la secundaria inferior y el 23% de la secundaria superior, cursan programas de formación técnica. La educación superior (o educación terciaria), generalmente no se estudia en el país y se acude a otros países como Francia, Alemania, Estados Unidos, Marruecos, y Canadá.
Se han firmado memorándums de entendimiento con Alemania para el estudio del alemán.

### Lenguas

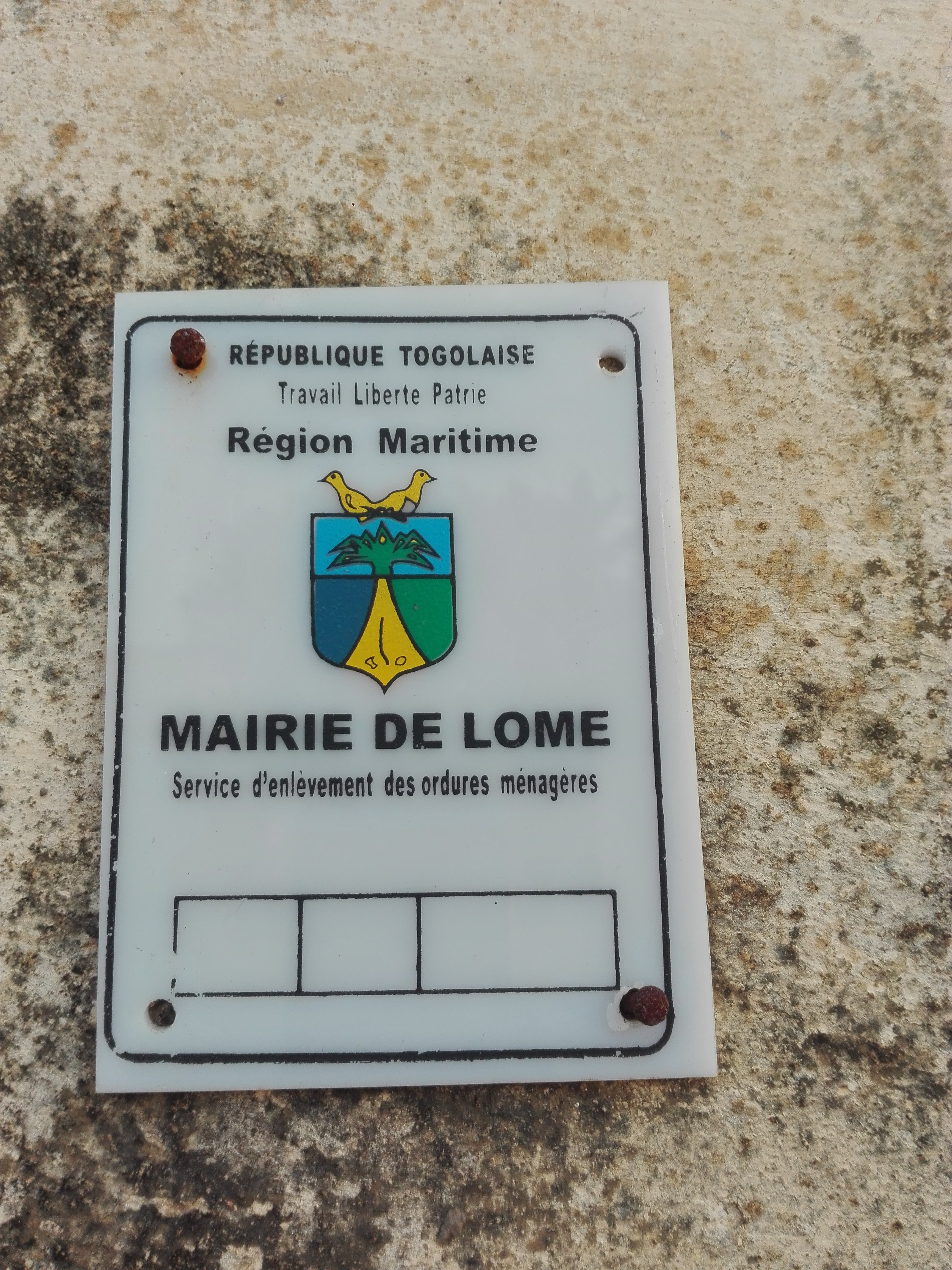
Aviso en Togo escrito en francés

La lengua oficial de Togo es el francés. Las dos lenguas nacionales son el ewe y el kabiye, estas dos últimas adoptadas como tales en 1975. También se hablan otras 53 lenguas en Togo, entre ellas el mina (dialecto del ewe hablado en Lomé), que se utiliza como lengua franca principalmente en el sur del país, pero también en la mayor parte del territorio: el moba, el tem y el peul. Las lenguas vernáculas del país se dividen en dos grupos: el gur en el norte y el kwa en el sur. Aunque la mayoría de las lenguas locales se hablan oralmente, el ewe, el moba y el kabiye también se escriben.
Según el informe de 2014 de la OIF, el 39% de la población de Togo es francófona. La mayoría de la población habla ewe al sur de Lomé, en Blitta, y kabiye en el norte. La lengua más hablada por los togoleses en casa es el ewe, según una encuesta de 2012.
La evolución más notable de los últimos quince años, vinculada a todos los factores de desarrollo y gracias sobre todo a la escolarización, es el aumento significativo del uso de la lengua francesa entre las clases populares. La consecuencia de ello es la apropiación del francés por parte de personas con escasa o nula formación, un fenómeno prácticamente desconocido en el pasado. Ya el francés no sólo una lengua «importada», sino que poco a poco va adquiriendo una identidad togolesa, liberándose de todas las ataduras normativas e integrándose así en las realidades culturales del país. Y se constatado la existencia de un francés dialectal: «(...) desde el descenso de la tasa de escolarización, el francés se habla más en Togo. ) desde el descenso de la tasa de escolarización debido a los diversos trastornos económicos y políticos (hundimiento de la industria del fosfato, devaluación del FCFA, huelgas universitarias tras la huelga general de 1992, clima de guerra civil desde 1991), el francés se ha convertido en una herramienta, incluso en un medio de comunicación preferido para la mayoría de los togoleses, tanto dentro como fuera de la escuela».

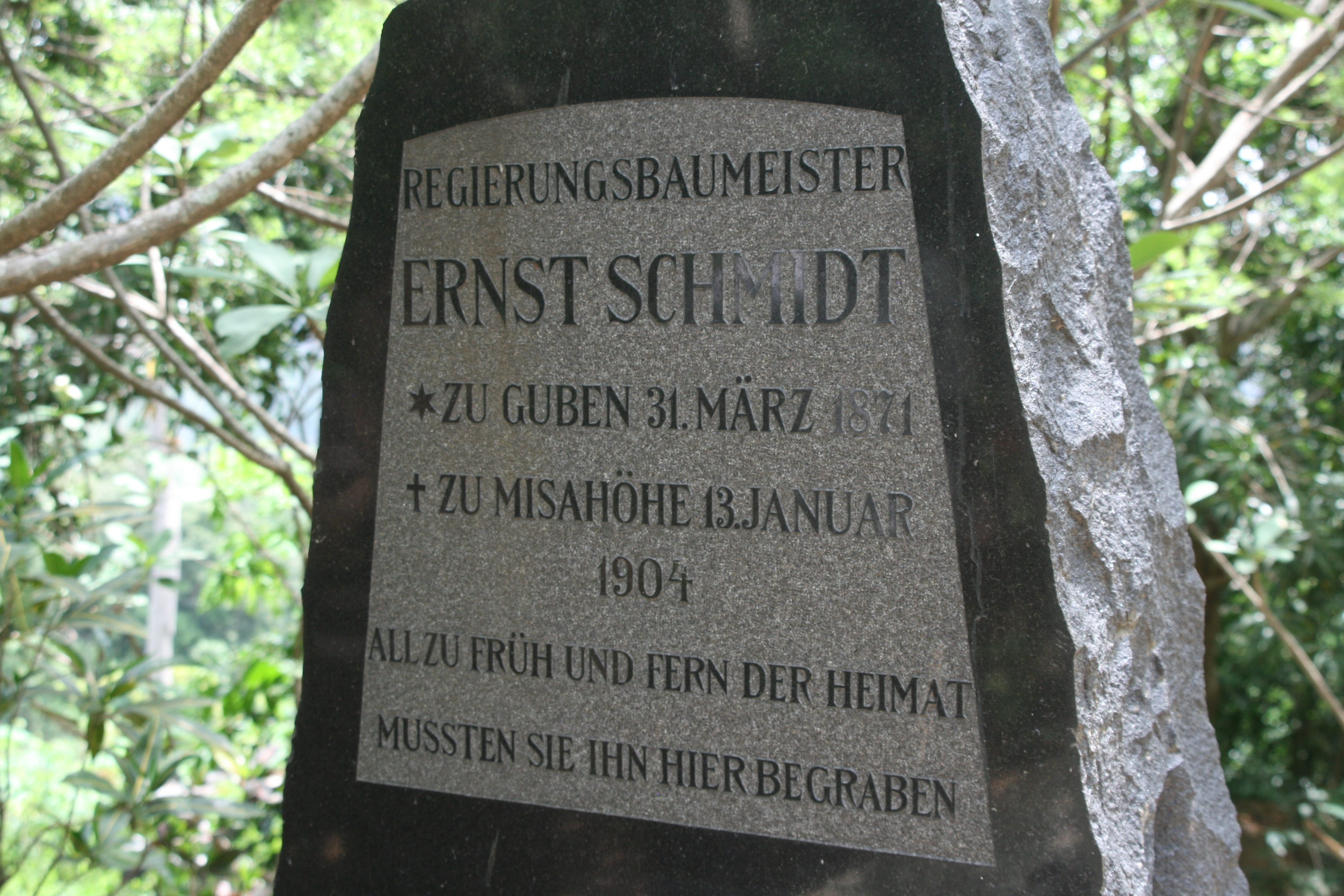
Placa escrita en Alemán en el cementerio de colonos de Palimé vestigio de la antigua presencia alemana en el país

La política lingüística de Togo no está muy desarrollada, y existen pocos textos legales sobre el tema. Además de la Constitución de 1992, cabe citar la ley n.º 88-20 (relativa a la adaptación y renovación de los aprendizajes), la ley n.º 88-16 por la que se modifica la ley n.º 83-20 de 20 de junio de 1993, el decreto n.º 90-68/PR relativo al Fondo Nacional de Aprendizaje, de formación y perfeccionamiento profesionales (Fondo Nacional de Aprendizaje, Formación y Perfeccionamiento Profesionales) y la Orden n.º 89/014/ por la que se crea un Comité de Coordinación de las Actividades Lingüísticas Nacionales (CCALN) del Ministerio de Enseñanza Técnica, Formación Profesional y Artesanía (METFPA) y el Decreto n.º 68-195 de 11-11-68 por el que se crea el Comité Nacional de Alfabetización.
La Constitución de 1992, que establece que «la lengua oficial de la República Togolesa es el francés», no menciona las lenguas nacionales. Las escuelas experimentales resultantes de la reforma de 1975 han sido abandonadas. La alfabetización en las lenguas nacionales ha quedado incompleta, aunque se sigue llevando a cabo en la actualidad. Sin embargo, el francés sigue siendo necesario para leer, ya que hay pocos textos escritos o documentos en estas lenguas. En resumen, las lenguas nacionales están confinadas a la esfera oral y evolucionan en la periferia de los espacios de comunicación del país, ocupando el francés todo el espacio en dicho sistema. En otras palabras, la política lingüística de Togo es ante todo una «política de acomodación», más que una política global que integre todas las lenguas.  

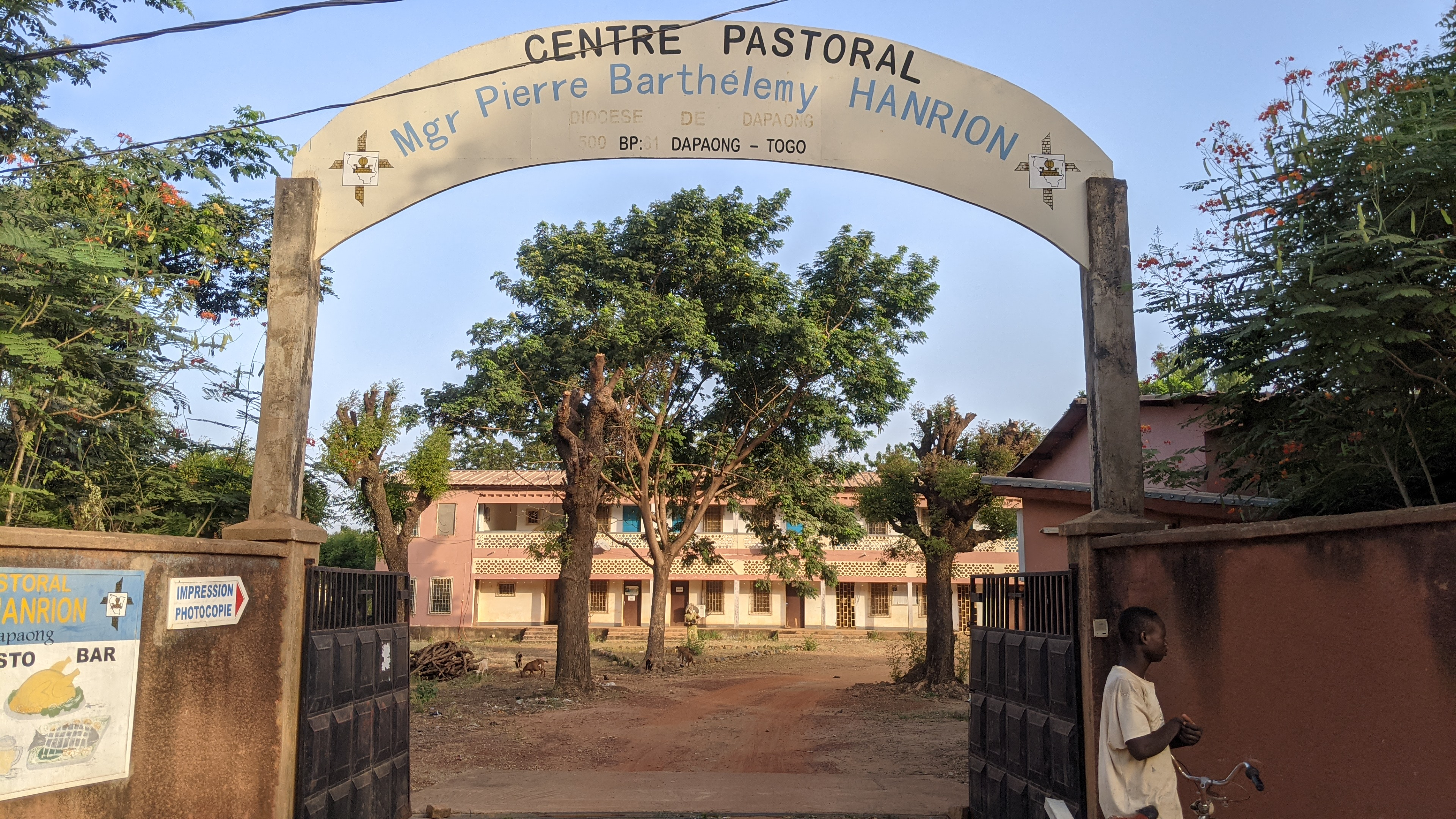
Cartel en Francés en el Centro pastoral monseñor Pierre Barthélémy Hanrion

El francés, como lengua oficial, se utiliza principalmente en la política (Ejecutivo, Parlamento, etc.), la administración, la educación, los medios de comunicación y el comercio. Es importante comprender que la política lingüística respecto al francés es de no intervención. Consiste en perpetuar las prácticas utilizadas por el antiguo colonizador.
En la Asamblea Nacional, las leyes se redactan y promulgan únicamente en francés; los debates se celebran en francés, aunque no está prohibido el uso del ewe o el kabye. El Reglamento de la Asamblea Nacional (2007) no menciona ninguna lengua ni prohíbe el uso de ninguna.
El artículo 283 establece que el acusado sordo, mudo o que no sepa escribir debe ser asistido por un intérprete.
En la administración pública, se utilizan lenguas togolesas en las comunicaciones orales con los funcionarios que hablan la misma lengua o lenguas, pero esta práctica no constituye un derecho. Dado que el francés es la lengua del Estado, es esta última lengua la que tiene derecho a ser utilizada. No obstante, los documentos pueden traducirse ocasionalmente a determinadas lenguas nacionales (ewe y kabye).

Togo ha creado varios organismos lingüísticos, como el Centro Internacional de Investigación y Estudio de las Lenguas, el Instituto de Lenguas de Togo, la Comisión de Estudios de Creación del Instituto de Lenguas de Togo y la Comisión Nacional de la Francofonía.

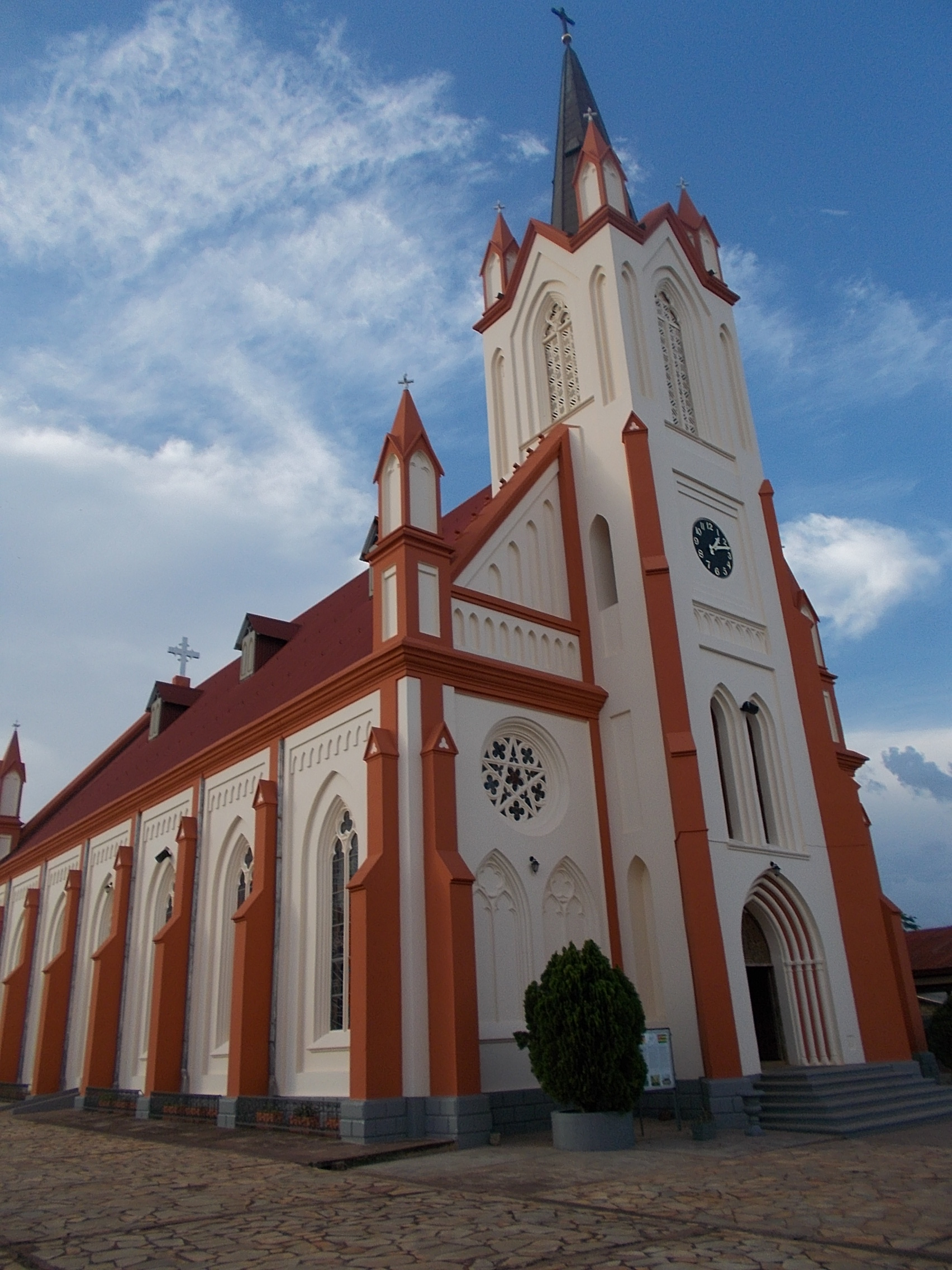
Catedral del Espíritu Santo en Palimé

El Centre international de recherche et d'étude de langues fue creado por decreto en 1968. Depende del Ministerio de Enseñanza Superior e Investigación de Togo. Sus principales actividades son la enseñanza del francés como lengua extranjera (FLE), la investigación sobre estudios lingüísticos, los cursos de inglés y la formación profesional. En 1989, el decreto n.º 89-46 PR, de 16 de marzo de 1989, relativo a la creación y los estatutos del Centre de recherches et d'études de langues: «village du Bénin» especificaba lo siguiente:
Esta organización, también conocida como «Village du Bénin», ha evolucionado para ofrecer cursos de verano y sesiones de reciclaje para profesores, todo ello para facilitar el aprendizaje de idiomas, principalmente francés, pero también inglés, alemán, árabe y chino, así como un programa para enseñar las lenguas nacionales togolesas.

### Religión
Según un informe sobre libertades religiosas del gobierno estadounidense de 2012, en 2004 la Universidad de Lomé calculó que el 33% de la población era animista tradicional, el 28% cristianos dela Iglesia Católica, el 20% musulmana suní, el 9% de diversos grupos cristianos protestantes y otro 5% pertenecía a otras confesiones cristianas. El 5% restante incluía a personas no afiliadas a ningún grupo religioso. El informe señalaba que «muchos» cristianos y musulmanes seguían realizando prácticas religiosas autóctonas.
En 2023, The World Factbook afirmaba que el 42,3% de la población era cristiana y el 14% musulmana, siendo el 36,9% seguidores de creencias indígenas, menos del 1% hindúes, judíos y seguidores de otras religiones, y el 6,2% no afiliados.

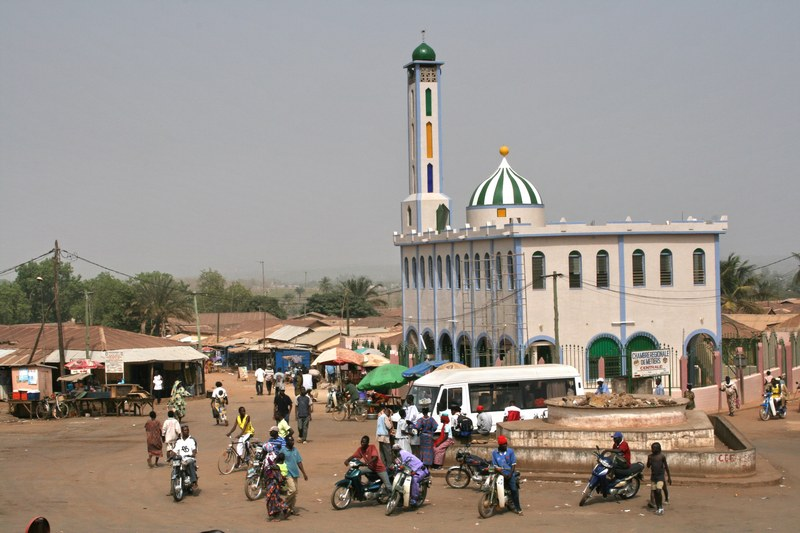
Mezquita de Sokodé

El cristianismo comenzó a extenderse a partir de mediados del siglo XV, tras la llegada de los misioneros católicos de Portugal. Los alemanes introdujeron una variedad del protestantismo en la segunda mitad del siglo XIX, cuando un centenar de misioneros de la Sociedad Misionera de Bremen fueron enviados a las zonas costeras de Togo y Ghana. Los protestantes de Togo eran conocidos como «Brema», una corrupción de la palabra «Bremen». Tras la Primera Guerra Mundial, los misioneros alemanes tuvieron que marcharse, lo que dio origen a la temprana autonomía de la Iglesia Evangélica luterana Ewe.
En 2022, Freedom House calificó la libertad religiosa de Togo con un 3 sobre 4, señalando que la libertad religiosa está protegida constitucionalmente y es generalmente respetada en la práctica. El Islam, el catolicismo y el protestantismo están reconocidos por el Estado; otros grupos deben registrarse como asociaciones religiosas para recibir beneficios similares. El proceso de registro ha sufrido grandes retrasos, con casi 900 solicitudes pendientes a principios de 2021.

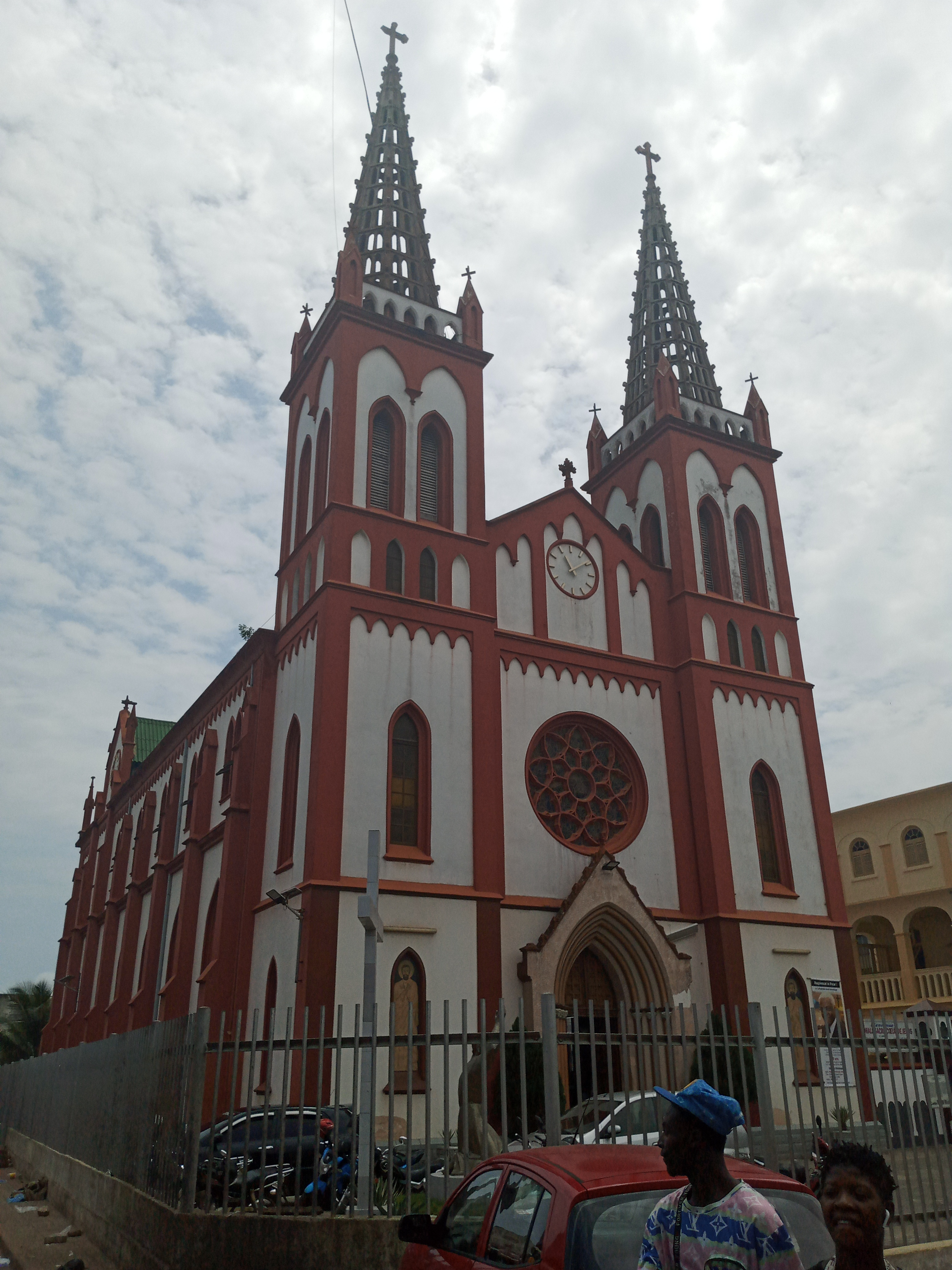
Catedral del Sagrado Corazón de Jesús en Lomé

La Iglesia católica comenzó con una verdadera evangelización llevada a cabo por los misioneros de la Sociedad de Misiones Africanas de Lyon a partir de 1882; cuatro años más tarde se fundó la misión de Togo, pero su fundador, el sacerdote Jeremiah Moran, fue envenenado en 1886.
En 1892, la misión fue confiada a los Misioneros del Verbo Divino, y convertida en vicariato apostólico en 1914.A causa de la Primera Guerra Mundial, los Verbitas, todos alemanes, fueron primero internados y luego expulsados del país. Así que la evangelización pasó de nuevo, en 1921, a los Padres de las misiones africanas: en 1930 tuvo lugar la ordenación sacerdotal de los primeros togoleses. El 15 de septiembre de 1955 se estableció la jerarquía eclesiástica y el país se dividió en diócesis. En 1985, la Iglesia católica en Togo recibió la visita pastoral del Papa Juan Pablo II.
El 8 de abril de 2014, la Congregación para el Culto Divino y la Disciplina de los Sacramentos confirmó a San Juan Pablo II como patrón de Togo.
El reconocimiento legal de la Iglesia de los mormones fue concedido en julio de 2000. La primera conferencia de la Rama de Lomé se celebró el 17 de diciembre de 2000. En 2009, se organizó el primer distrito de la iglesia en Lomé. El 8 de diciembre de 2013, se organizó la Estaca Lomé Togo, la primera en Togo. Una segunda estaca se organizó en Lomé en 2017.
Esta denominación cristiana llevó a cabo varios proyectos humanitarios y de desarrollo en Togo entre 1985 y 2019, que incluyeron proyectos comunitarios, iniciativas de vacunación, atención prenatal y neonatal, y donaciones de sillas de ruedas.

## Cultura

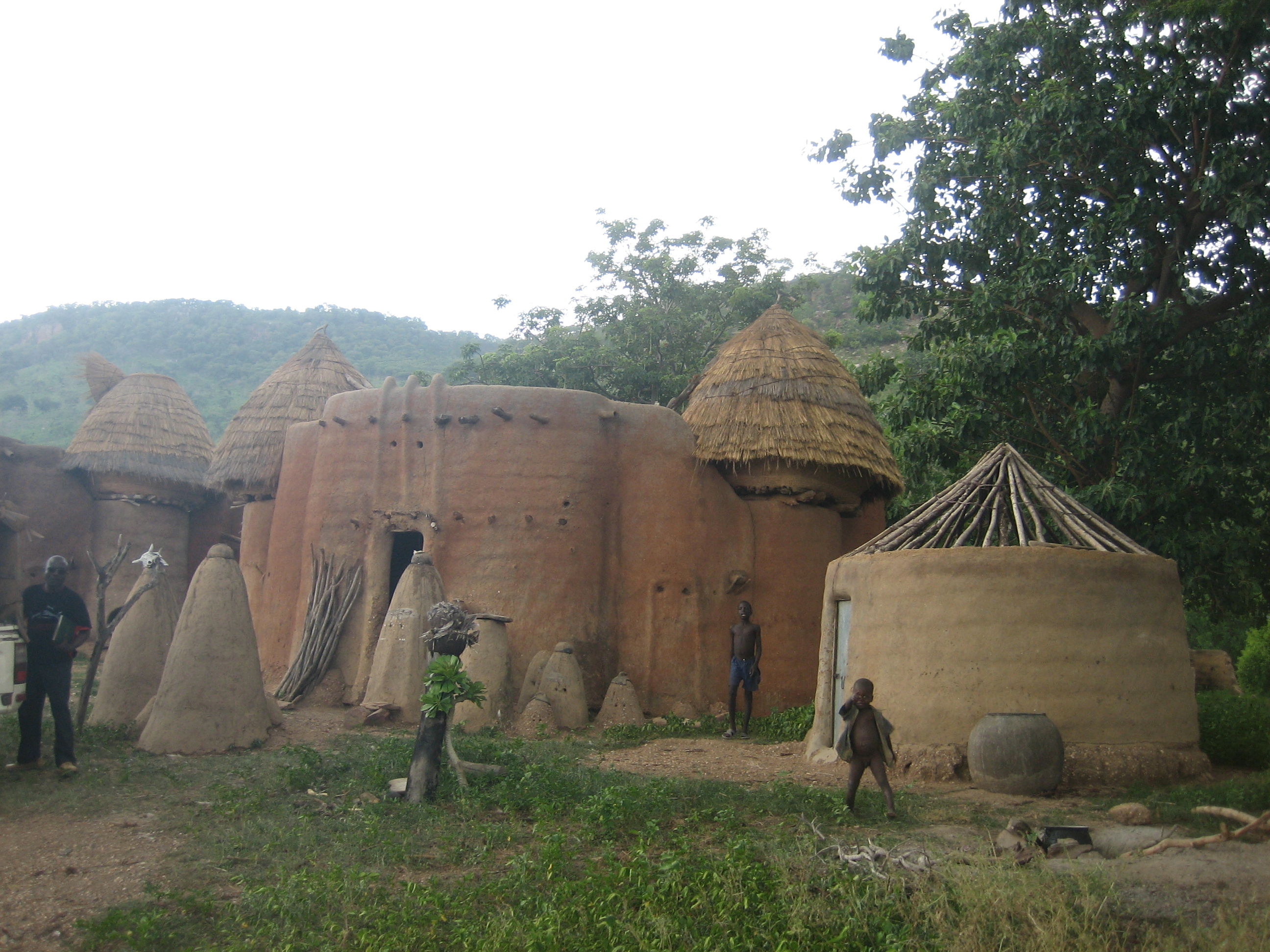
Casas tradicionales Taberma.

### Arte
El arte togolés está desarrollado por las más de cuarenta etnias que habitan el país. Destacan, sobre todo, los Ewé que practican un arte simbólico en el que predomina la policromía y los motivos geométricos. Este arte esta notablemente influido por el culto Legba que ellos practican con mucho fervor. Otras demostraciones de arte tradicional tienen como expresión los tejidos realizados a mano.

### Gastronomía
La cocina togoolesa es una de las mejores de África Occidental. La mayoría de las especialidades son platos con salsa a base de arroz y de maíz o de fufu. Las salsas se preparan con cacahuetes, pescado, tomates, berenjenas o espinacas. Los platos más populares y típicos son el «koliko», los buñuelos de judías y de plátanos macho, el «abobo» (pinchos de caracoles), el «egbo pinon» (cabra ahumada), y el «koklo mémé» (pollo a la plancha con salsa picante).

### Música

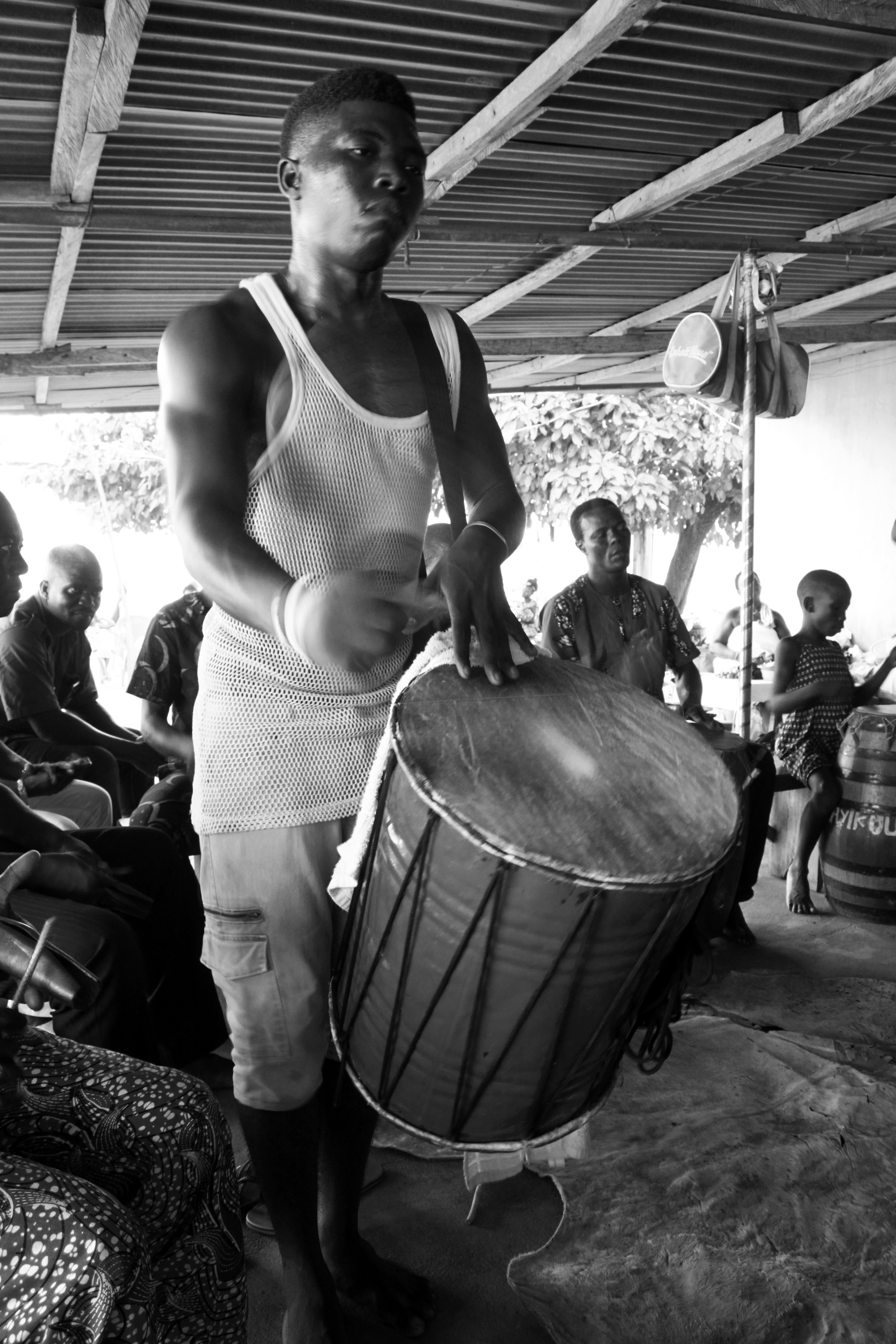
Un tamborilero toca el ritmo blekete, típico en algunas regiones de Togo

Aunque la música togolesa es poco conocida en Europa, aparte de los especialistas, cuenta con grandes nombres. La reina Bella Bello fue la gloria de toda una nación en los años setenta. Hoy, Fifi Rafiatou, con su voz hechizante, Afia Mala, de Vogan, Monia Tchangai y Nimon Toki Lala, de la región de Kara, han tomado la antorcha con orgullo. Agboti Yao Mawnéna ha resucitado un ritmo de la región Ewe, el sogo. En los años 90, en plena represión, cantando Ablodé gbadza, que significa «independencia total» y que hasta hoy le ha valido el exilio en la vecina Ghana.
El pintor Jimi Hope fue uno de los primeros cantantes de rock africanos. Sus letras, un tanto codificadas, reflejan la nostalgia y la amargura de todo un pueblo reprimido. También él tuvo que refugiarse durante un tiempo en Ghana, donde pudo grabar sus discos.
Hoy, la crème de la crème de la música togolesa está representada por Papavi King Mensah, ganador del Festival Cora 2000 de Sun City (Sudáfrica). Originario del sudeste de Togo, ha modernizado los ritmos de su tierra natal. El R'n'B está representado por Ras Lee, Small Popi, Woézépé, Woédi, y Djanta Kan.
Dicho esto, como en todos los países vecinos, Togo está atravesado por todos los ritmos que se han vuelto casi universales, como el zouk, el soukouss, el mapuka, el décalé-coupé, el zuglu y otros reggaes, así como el góspel. La música togolesa se diversifica con las nuevas tendencias que los cantantes han adoptado y siguen adoptando.
Los grupos y artistas más recientes influidos por los nuevos estilos internacionales son Djanta Kan (hip-hop mezclado con melodías tradicionales), Assou & Sevi (zouk togolés), Eric MC, Small Poppy (rap vernáculo). Kossi Akpovi fue el gran representante de la kora en África, reconocido internacionalmente. Este maestro de la kora fabricaba sus propios instrumentos y participaba regularmente en festivales internacionales (Nuits métisses de Marsella). Joe Coo se presenta con la guitarra, voz y percusión, en un estilo que resalta la tradición.

### Cine
Hay pocos cineastas togoleses conocidos, pero a pesar de su escaso número, está surgiendo una nueva generación de cineastas.
Les Ombres chinoises y La Lanterne magique fueron las primeras películas que se proyectaron en Togo, hacia 1920. Entre 1927 y 1928, apareció el cine Kpélébè. Se trataba de películas mudas procedentes de la Costa de Oro (actual Ghana).
En 1972, Jacques (o Metonou) Do Kokou realizó la primera película togolesa, un cortometraje de 30 minutos sobre el éxodo rural llamado Kouami, seguido en 1976 por La Lycéenne. La industria cinematográfica disfrutó de un gran éxito entre los años sesenta y setenta y hasta los ochenta. Llegó a haber diecisiete salas de cine en Lomé.
En los años 90, Togo, acusado de déficit democrático, se vio privado de los fondos de la Unión Europea y, más concretamente, de los fondos de ayuda al cine en el sur ofrecidos por la Agence intergouvernementale de la francophonie. A nivel nacional, se hacen pocos esfuerzos para promover la producción nacional, que compite con las películas de acción de Hollywood o de China, muy populares entre la población local. Las salas de cine son escasas. Sin embargo, hay muchos pequeños cines locales donde, por 100 francos CFA, la gente se sienta en bancos alrededor de una pantalla o un simple televisor. Se proyectan películas, así como deportes en directo. Los partidos de fútbol están siempre muy animados, sobre todo durante los grandes acontecimientos, como la Liga de Campeones, la Copa Africana de Naciones o el Campeonato del Mundo.
A pesar de estas dificultades, está surgiendo una nueva generación de directores y cineastas togoleses. Désir du cœur, Fruit de la passion y Vanessa et sosie son tres largometrajes producidos por jóvenes directores togoleses en 2006, Aimé Obanikua, Steven Af y Madjé Ayité respectivamente. Fruit de la passion y Désir du cœur compitieron en el Fespaco 2007 (Festival Panafricano de Cine y Televisión de Uagadugú) junto a otras muchas películas africanas.
Para apoyar el séptimo arte en Togo, un grupo de periodistas culturales decidió crear la AJCC-Togo (Asociación de Periodistas Críticos Cinematográficos de Togo) como portal de toda la información cinematográfica del destino. El boletín mensual de información está en servicio desde el 30 de agosto de 2007.

La situación del cine togolés sigue siendo problemática. El cine móvil digital está presente en Togo. Desde 2003, el cine digital móvil ha realizado más de 5.000 proyecciones en África para millones de espectadores.

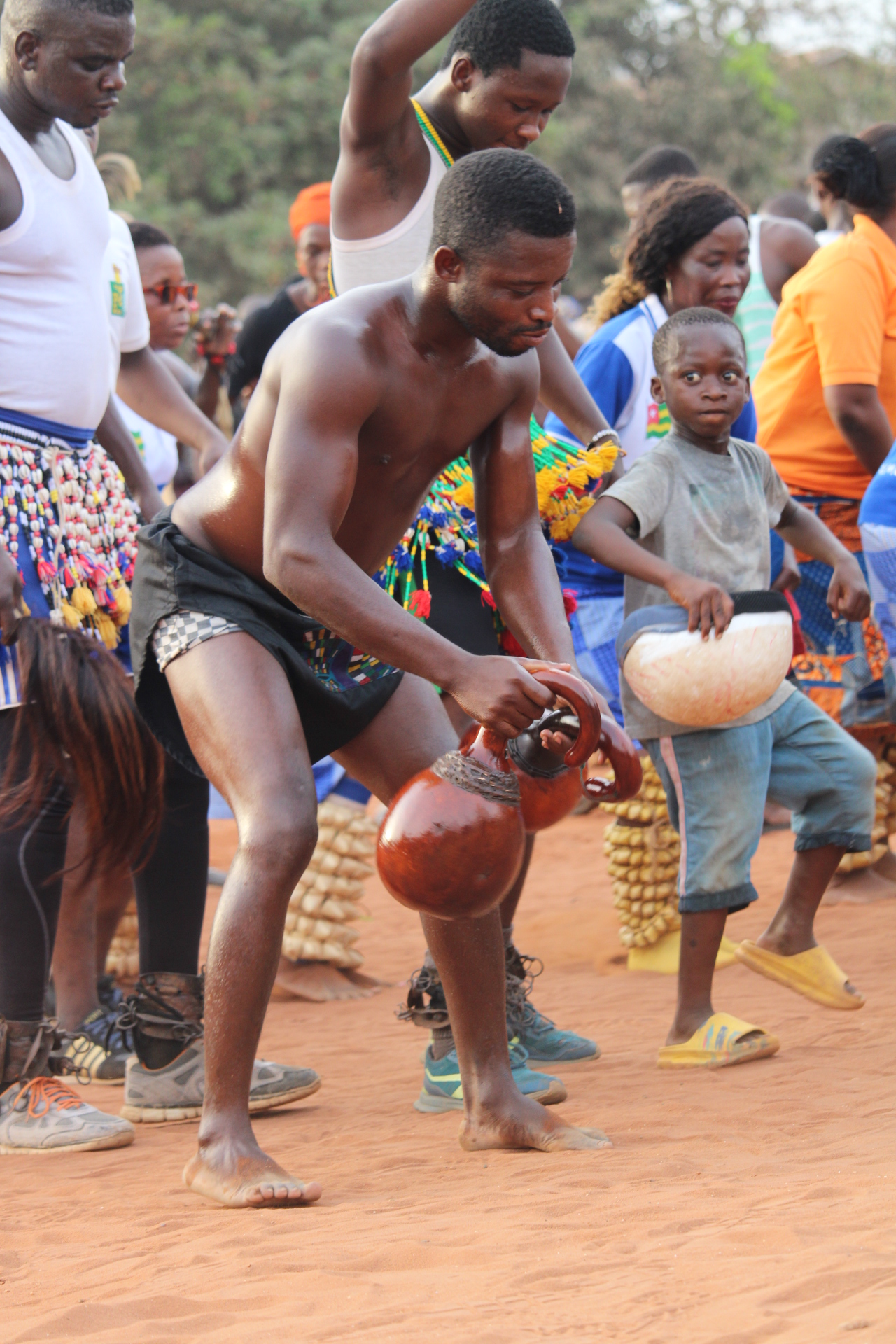
Bailarín en el cantón de Koka en Lomé

### Danza
En Togo hay dos escuelas de danza contemporánea, que combinan influencias del jazz y de la danza tradicional. Se inspiran mucho en los coreógrafos africanos del momento: Germaine Acogny, Irène Tassembedo, Opiyo Okach, Henri Motra, Kofi Ettoh, Urbain Dossou Yovo (compañía Ziguidi). El grupo Ziguidi es el grupo de danza tradicional más conocido de Togo, que realiza giras por Europa y África.
La tradición también se expresa a través de la danza: la danza So, la danza Habyé y el Tchemou. Las tres son testimonios vivos de la riqueza de la cultura caboya. Bassar también cuenta con danzas tradicionales de gran belleza, como la danza del fuego, la danza fetiche y la danza de la virgen.
Las danzas so. Estas se organizan para rendir homenaje a los difuntos fallecidos después de los 70 años. Tradicionalmente, los hijos del difunto preparaban el chouk, mientras que los cuñados llevaban a casa de la esposa el motié, compuesto por un carnero, pasta de mijo y pasta preparada con aceite rojo sobre la que descansaba una pintada. Estas danzas, que conmemoran a los antepasados difuntos, se acompañan de grupos tradicionales que tocan tambores y castañuelas.
Danza Habyé. Esta expresa poder y valentía. Tiene lugar cuando los iniciados regresan de su retiro en el monte y se unen a la clase guerrera de los kondana. Esta danza de los brujos tiene lugar cada cinco años. Durante esta danza, los hombres comen serpientes y sapos o demuestran su poder trepando a los árboles con la cabeza hacia abajo.
Otras incluyen la Danza Tchemou, la que organizan los maridos para celebrar el tercer nacimiento en la familia. La Danza tibole, la Danza de los fetichistas de la región de Bassar, la Danza Krounima, organizada para las vírgenes en la región de Bassar. y Danzas tradicionales togolesas.

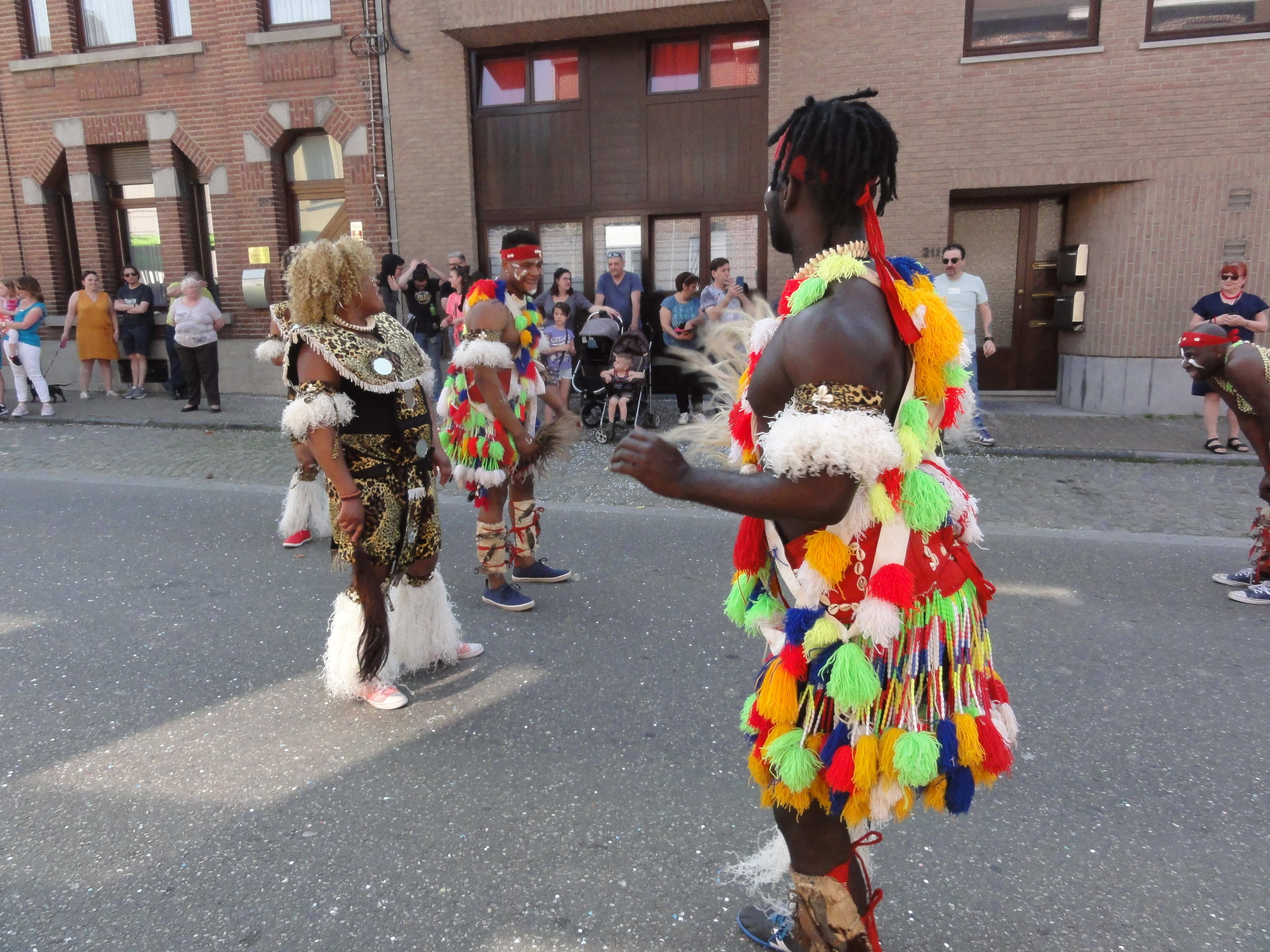
Bailarines de Togo en un festival en Valonia al sur de Bélgica

### Festividades
| Fecha            | Fiesta (año 2010)        | Notas                                          |
| ---------------- | ------------------------ | ---------------------------------------------- |
| 1 de enero       | Año Nuevo.               |                                                |
| 25 de abril      | Lunes de Pascua.         | Es común a la religión católica y protestante. |
| 27 de abril      | Día de la independencia. | Fiesta nacional.                               |
| 1 de mayo        | Fiesta del trabajo.      |                                                |
| 2 de junio       | Ascensión.               | Es común a la religión católica y protestante. |
| 13 de junio      | Pentecostés.             | Es común a la religión católica y protestante. |
| 21 de junio      | Día de los mártires.     |                                                |
| 15 de agosto     | Asunción.                | Solo católica.                                 |
| 17 de septiembre | Final del ramadán.       | Solo musulmana.                                |
| 1 de noviembre   | Día de Todos los Santos. | Solo católica.                                 |
| 7 de noviembre   | Fiesta del cordero.      | Solo musulmana.                                |
| 25 de diciembre  | Día de la Navidad.       | Es común a la religión católica y protestante. |

- Las fechas de las festividades musulmanas van sujetas al calendario Hijri, y por lo tanto son dinámicas dentro del año.

### Patrimonio de la Humanidad
En Togo, el único sitio que hay declarado Patrimonio de la Humanidad por la Unesco, es Kutammaku, la tierra de los Batammariba, declarado como tal en 2004. Situado en el nordeste del país, la región de Kutamaku, se extiende hasta la frontera con Benín. La extraña forma de sus edificaciones (casas-torre construidas en adobe), se ha convertido en uno de los símbolos más importantes del país.

## Deporte

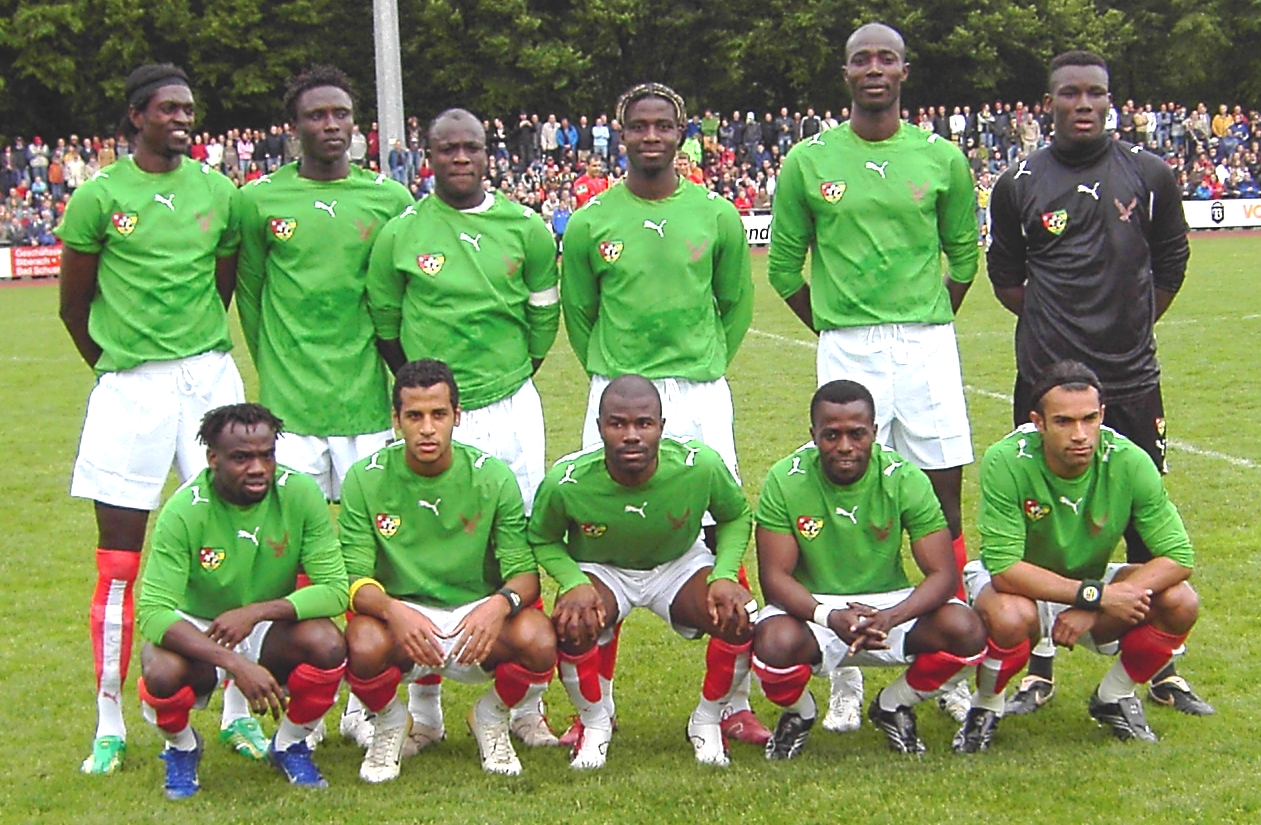
Selección Nacional de Fútbol.

- El Comité Olímpico de Togo fue creado en 1963, pero no fue reconocido por el COI hasta 1965. Sus atletas han participado en 7 ediciones (1972, 1988, 1992, 1996, 2000, 2004 y 2008) habiendo obtenido una medalla olímpica (de bronce) en la edición de 2008.[144]

- El piragüista Benjamin Boukpeti consiguió la primera medalla en la historia del país en unos Juegos Olímpicos. Compitió en la modalidad Aguas Bravas y obtuvo la medalla de bronce.[145]

- El deportista togolés más conocido es el futbolista Emmanuel Adebayor, exjugador del AS Mónaco, después pasó a formar parte del Arsenal y de allí fue al Manchester City de la premier league inglesa. El 27 de enero de 2011 el jugador togolés fue fichado por el Real Madrid para el final de la temporada 2010-2011,[146] siendo el cuarto jugador africano que participa en este equipo español.[147] Actualmente juega en Olimpia de Paraguay.

- El 8 de enero de 2010, el autobús en el que viajaba la selección de fútbol fue tiroteado por rebeldes angoleños, causando tres muertos, entre ellos el segundo entrenador y el jefe de prensa de la selección.[148] Tras este incidente la selección de Togo se retiró de la copa de África. Otras selecciones, como la de Ghana y Costa de Marfil también se plantearon abandonar el torneo.[149]

- El ministro de Deportes de Togo, Richard Atippoé, y 18 aficionados del equipo nacional de fútbol se encuentran entre las víctimas mortales de un accidente de avión en el que murieron 22 personas en febrero de 2011.[150]